# St. Nikolaus (Eupen)

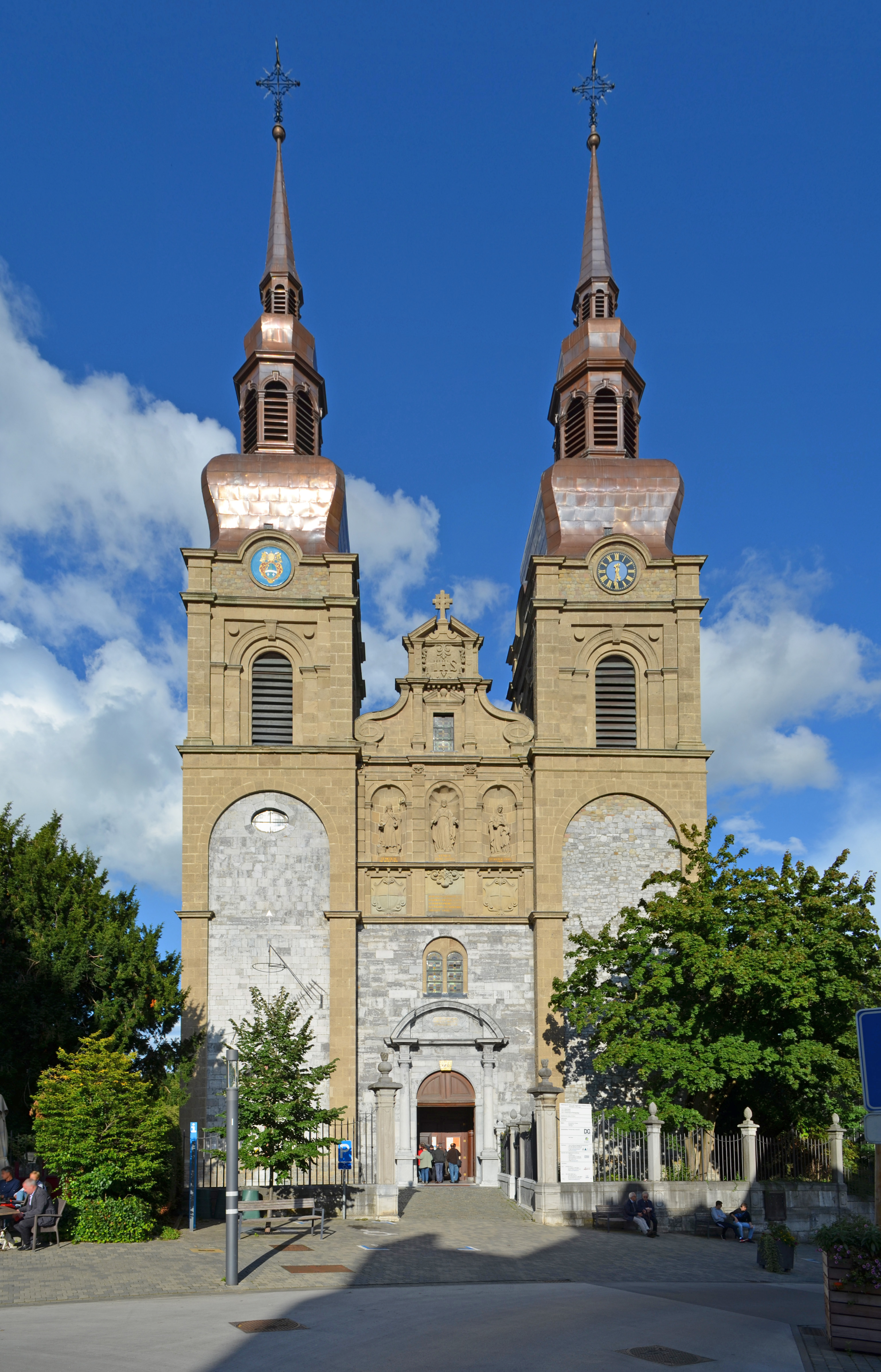
St.-Nikolaus-Kirche (2017)

Die Pfarrkirche St. Nikolaus in der Oberstadt von Eupen in der Deutschsprachigen Gemeinschaft Belgiens ist ein römisch-katholisches Kirchengebäude, das dem heiligen Nikolaus von Myra geweiht ist. Die heutige Kirche unweit des Marktplatzes mit ihren markanten Doppeltürmen gilt als eines der Wahrzeichen der Stadt und wurde von 1720 bis 1726 nach Plänen des Aachener Stadtbaumeisters Laurenz Mefferdatis im Stil der Renaissance errichtet. Die Innenausstattung wurde im Stile des Lütticher und Aachener Barocks gestaltet und besitzt als kostbarstes Kunstwerk einen von Johann Joseph Couven zwischen 1740 und 1744 entworfenen mächtigen Hochaltar. Seit den 1990er-Jahren gehört sie zum Pfarrverband Eupen-Kettenis im Dekanat 05 des Bistums Lüttich und seit 1939 steht sie unter Denkmalschutz.

## Geschichte

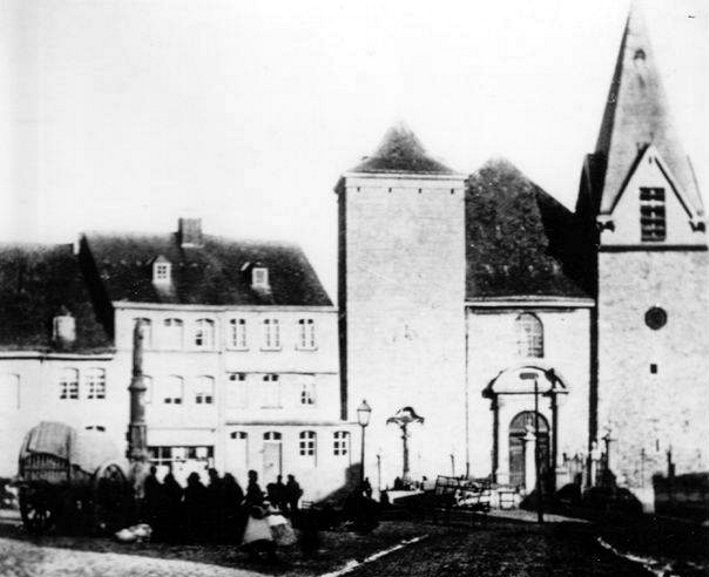
St. Nikolaus um 1890 vor dem Umbau der Fassade und der Türme

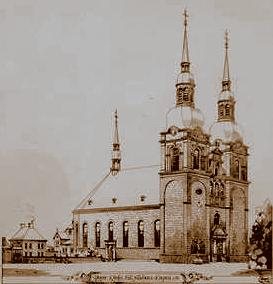
St. Nikolaus um 1907 nach dem Umbau durch Lambert von Fisenne

Bereits 1213 wird in den Annales Rodenses eine „Capella Sancti Nicolai“ in „Oipen“ urkundlich erwähnt, die zusammen mit Membach und Henri-Chapelle zur Pfarre Baelen gehörte und 1178 durch Herzog Heinrich III. von Limburg der Abtei Klosterrath geschenkt wurde. Der aus unregelmäßigen Bruchsteinen erbaute Südturm der heutigen Kirche ist ein Überbleibsel dieser ersten Kapelle, die schließlich im 14. oder 15. Jahrhundert durch eine gotische Kirche ersetzt wurde. Dabei wurde der alte Südturm in das neue Gebäude integriert. 1695 wurde St. Nikolaus von der Pfarre Baelen abgekoppelt und zur eigenständigen Pfarre erhoben sowie der bisherige Rektor Nikolaus Heyendal zum ersten Pfarrer ernannt, jedoch bereits 1697 von seinem Amt enthoben. Im Jahr 1707 wurde auf Initiative des neuen Pfarrers Caspar Henreco (1664–1742) das neue Pfarrhaus fertiggestellt, das ebenfalls 1939 in die Denkmalschutzliste aufgenommen wurde.
Die heutige Kirche wurde schließlich von 1720 bis 1726 nach Plänen des Aachener Stadtbaumeisters Laurenz Mefferdatis unter Einbeziehung des alten Südturmes errichtet und 1729 konsekriert. Ein Jahr später übernahm die Pfarre die Lambertuskapelle auf dem Werthplatz sowie im Jahr 1803 nach der Säkularisation und dem Auszug der Kapuziner unter französischer Herrschaft deren vormalige Kirche zur Unbefleckten Empfängnis als Filialkirchen.
In der preußischen Zeit Eupens von 1815 bis 1920 gehörte die St. Nikolaus zum Erzbistum Köln, bevor sie nach dem Anschluss des Kreises Eupen an Belgien wieder dem Bistum Lüttich unterstellt wurde. Zwischenzeitlich wurden 1861 der neue Pfarrfriedhof zwischen der Kirche und dem Pfarrhaus angelegt sowie in den Jahren 1897 und 1898 die Fassade und die beiden Türme nach Plänen des Architekten Lambert von Fisenne in barocken Formen neu gestaltet. 1949 zerstörte ein Großbrand den Nordturm und es dauerte vier Jahre, bis er im alten Zustand wieder hergestellt worden ist. Zwischen 2013 und 2017 wurden beide Türme sowie die Fassade erneut grundlegend saniert und teilerneuert.

## Pfarrer
- 1695–1697: Nikolaus Heyendal (1658–1733), Rektor 1694/1695; Pfarrer
- 1697–1733: Caspar Henreco (1664–1742), Pfarrer
- 1733–1738: Johann Zülcher (1675–1767), Pfarrer
- 1738–1757: Johann Joseph Haghen (1699–1781), Pfarrer
- 1757–1777: Johann Gerhard Heyendal (1716–1777), Pfarrer
- 1777–1807: Johann Houben, Pfarrer (1736–1807), Pfarrer, ab 1803 Oberpfarrer
- 1807–1825: Johann Josef Müller (1768–1850), Oberpfarrer
- 1825–1828: Franz Joseph Klausener (1767–1828), Oberpfarrer, ab 1827 Dechant
- 1828–1847: Johann Anton Vincken (1776–1847), Oberpfarrer und zugleich Dechant
- 1847–1861: Paul Pauls (1801–1867), Oberpfarrer und zugleich Dechant
- 1861–1892: Jakob Tilmann Philipp Richartz (1821–1892), Pfarrer, von 1887 bis 1892 Dechant
- 1892–1909: Johann Heinrich Beys (1842–1909), Pfarrer, ab 1900 Dechant
- 1909–1912: Konrad Albrecht Ley (1843–1917), Oberpfarrer
- 1912–1929: Hermann Löchte (1850–1929), Pfarrer, von 1922 bis 1929 Dechant
- 1929–1940: Hubert Keufgens (1888–1961), Pfarrer und zugleich Dechant
- 1940–1945: Anton Offergeld (1890–1976), Pfarrverwalter und Dechant
- 1945–1954: Hubert Thissen (1905–1972), Pfarrer und zugleich Dechant
- 1954–1971: Benoît Ledur (1903–1999), Pfarrer und zugleich Dechant
- 1971–1990: Wim Geelen (1926–2017), Pfarrer und zugleich Dechant
- 1990–2001: Aloys Jousten (1937–2021), Pfarrer und zugleich Dechant; ab 2001 Bischof von Lüttich
- seit 2001: Helmut Schmitz, Pfarrer und zugleich Dechant, zugleich seit 2011 Pfarrer an St. Katharina in Kettenis und seit 2013 an St. Josef in Eupen

## Baucharakteristik

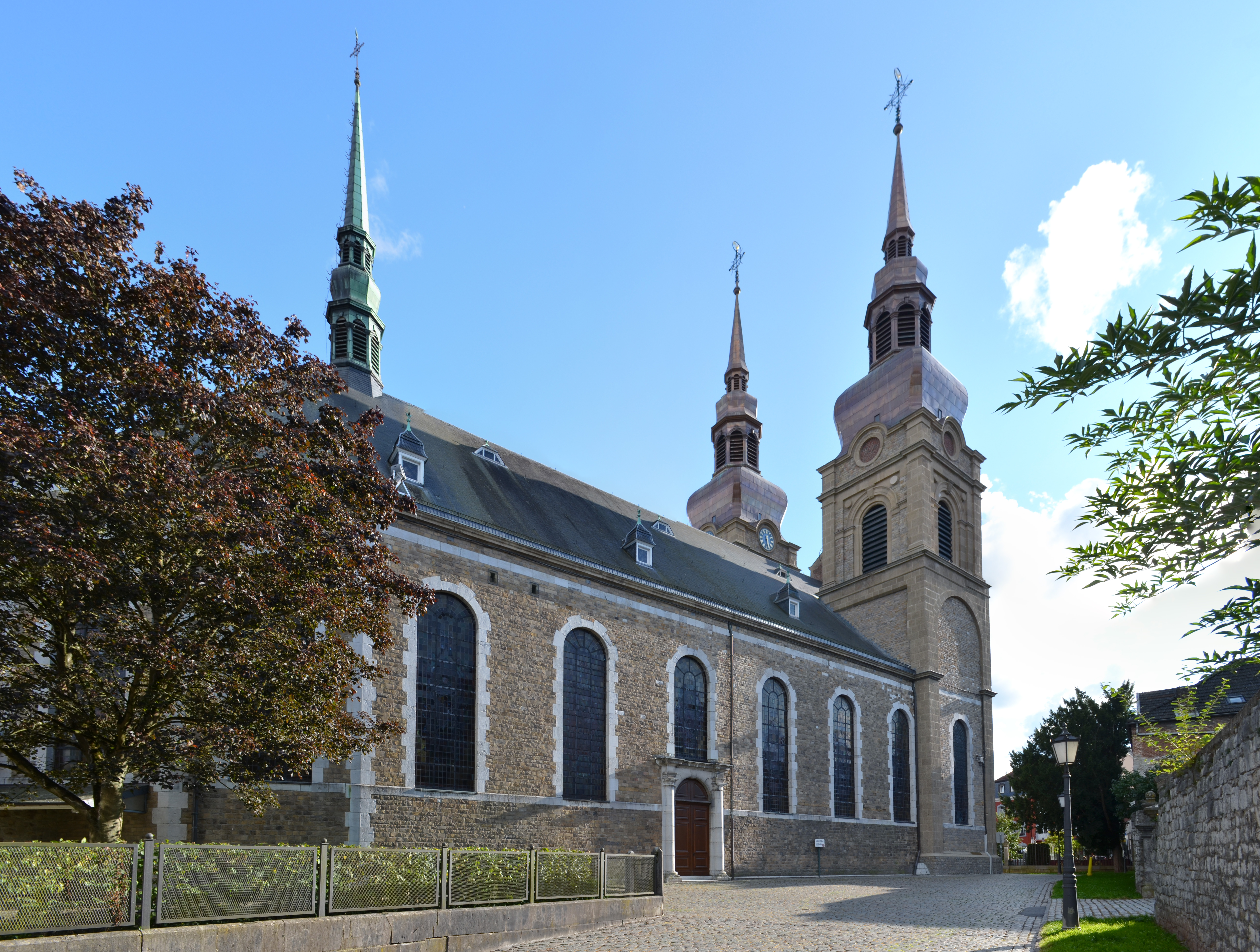
Nordseite
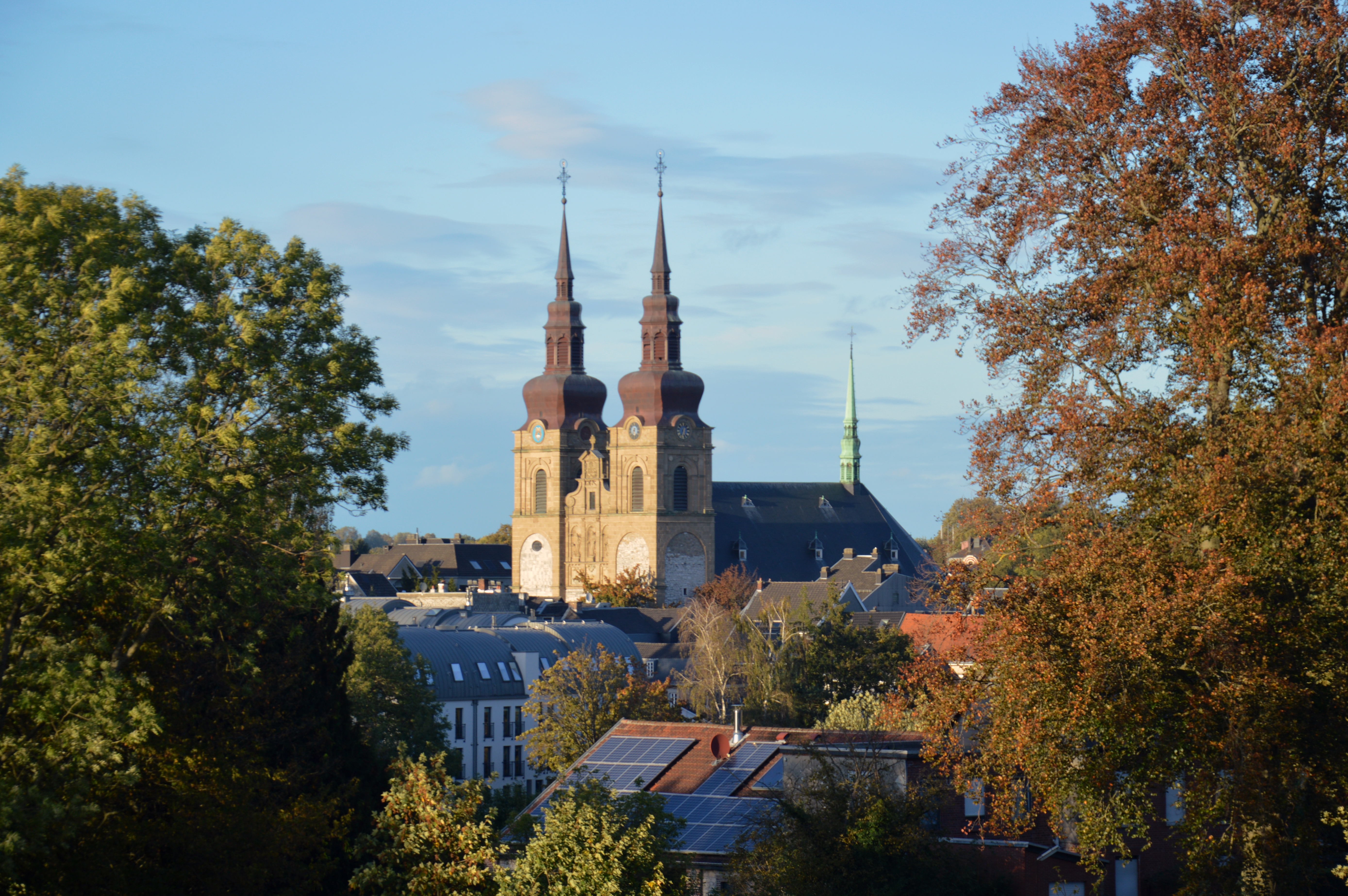
Blick auf die beiden Türme von Süden

Hinter dem hohen Eingangsbereich mit seiner Portalwand und den beiden flankierenden Türmen erstreckt sich die über sechs Joch reichende dreischiffige aus Sandstein erbaute Hallenkirche, die an ihrer Ostseite mit einer siebenseitigen Apsis abschließt und deren süd- und nordöstliche Gebäudeecken mit Blausteinquadern verstärkt sind. Hinter der Apsis ist die mehrgeschossige Sakristei angebaut, an der im 19. und 20. Jahrhundert Veränderungen vorgenommen wurden.
Für den nötigen Lichteinfall ins Kircheninnere sorgen sechs hohe Rundbogenfenster je Seite und vier an den Seitenwänden der Apsis, umrahmt mit Quadern aus Blaustein in Zahnschnittfolge. Der größte Teil der dort verwendeten Bleiverglasung wurde mehrfach, zumeist in der Glasmalerwerkstatt Oidtmann aus Linnich erneuert. Die ältesten vorhandenen Kirchenfenster stammen aus den Jahren 1866 bis 1868 und gehen auf Spenden einflussreicher Eupener Bürger zurück.
Auf der Schieferdeckung, die mit kleinen Dachgauben geziert ist, ist in Höhe des Chores ein kleines oktogonales Glockentürmchen mit einem spitzen Zwiebelhelm aufgesetzt, das mit einer Kombination von Kreuz und Windfahne bestückt ist.

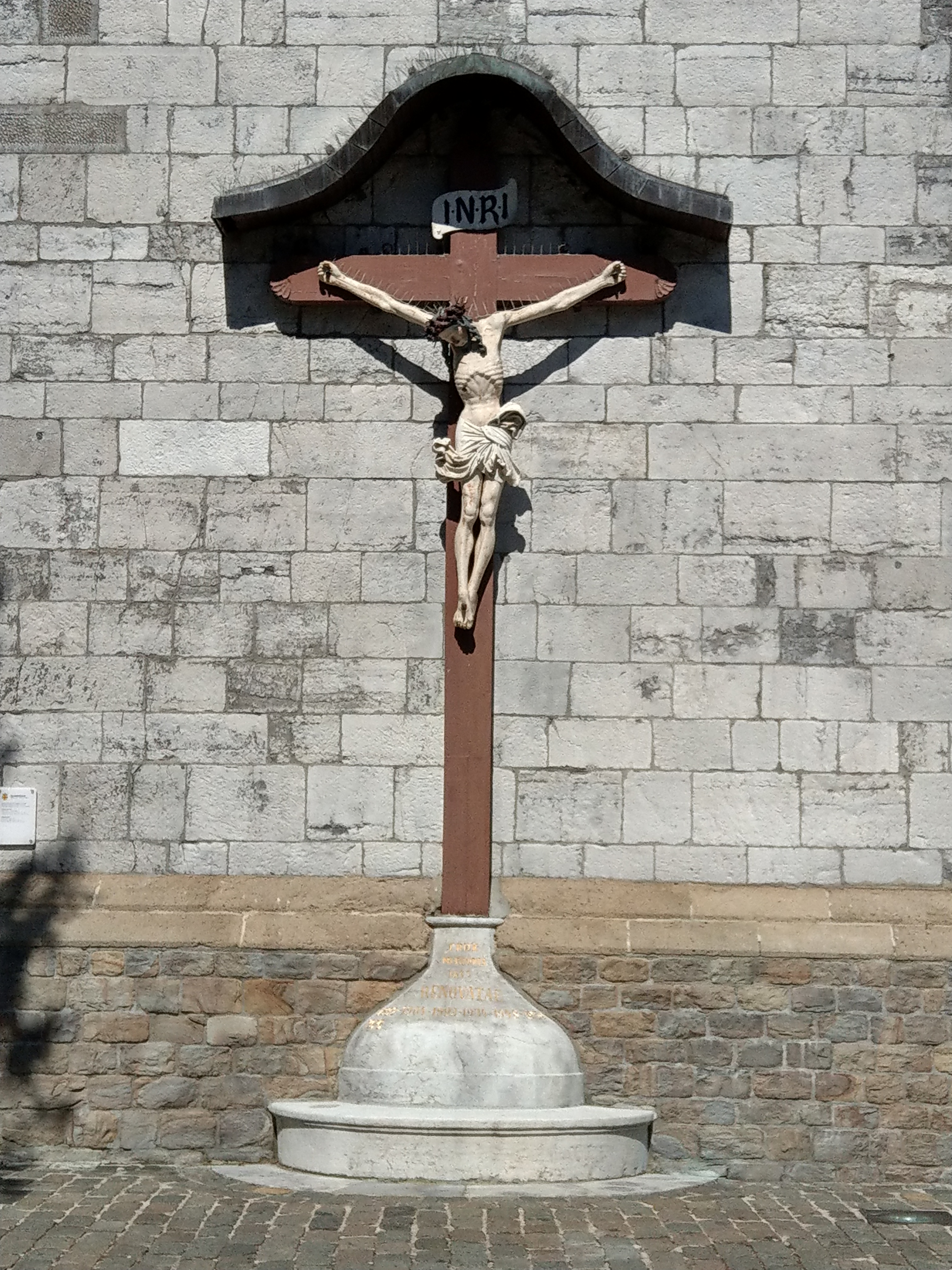
Missionskreuz

Die beiden Türme und die verbindende Westfassade der Kirche verdanken ihr heutiges Aussehen vor allem der Neugestaltung durch Lambert von Fisenne, der diese durch die Schaffung eines Figurengiebels und durch eine neue Verkleidung der Türme an den barocken Formen angepasst hat. Die monumentale Westfassade wird geprägt durch die beiden, über zwei Geschosse gehenden quadratischen Turmbauten mit ihren großen zugemauerten Rundbogenöffnungen. Die Mauersteine im Rundbogen des rechten Turmes stammen weitestgehend von dem Turmbau der ersten Kapelle aus dem 12./13. Jahrhundert. Ursprünglich sahen die Pläne von 1722 auch nur diesen einen Turm am südlichen Eck der Kirche vor, aber Mefferdatis entschied sich kurzfristig für die spiegelbildliche Ergänzung eines zweiten Turmes auf der Nordseite. Dessen Rundbogennische wurde mit Blausteinquadern ausgefüllt, in der oben ein ovales horizontales Ochsenauge eingebaut und mittig eine Sonnenuhr angebracht ist. Am Fuße des Turmes, stehend in einem kleinen steinernen Rundsockel, ist ein altes Missionskreuz aus dem Jahr 1852 mit einem kleinen Baldachin aufgestellt, dessen Christuskopf in Eisenguss dem aus dem 16. Jh. stammenden spätgotischen Kruzifix in der Pfarrkirche zu Baelen nachempfunden wurde.
An den Außenseiten beider Türme sind in den dortigen Rundbogennischen Fenster in Form und Größe vergleichbar mit denen im Kirchenraum eingebaut. Oberhalb der Rundbögen setzt sich über ein rundum verlaufendes Gesims der bei beiden Türmen identische Aufbau durch ein kleineres Geschoss fort, das aus dem Umbau von Fisenne stammt und in das zu allen Seiten mit Lamellen ausgestattete Rundbogenöffnungen für die Schallausbreitung der Glocken eingebaut sind. Darin sind vier Glocken installiert, die bei Gaulard in Tongern gegossen wurden und aus Spendengeldern der Familien Grand Ry, Hüffer und anderen stammen. In den darüber liegenden rechteckigen Giebelaufbauten sind mittig runde Nischen eingelassen, die im rechten Turm jeweils eine Uhr beinhalten und beim linken Turm auf der Eingangsseite mit dem Wappen von Papst Leo XIII. geschmückt ist. Als Abdeckung der Türme kommen mit einem kleinen oktogonalen Zwischentürmchen unterbrochene Zwiebelhelme mit Kreuz und Wetterfahne zur Ausführung, die die alten Zeltdächer ersetzten und deren Verkleidung aus Kupfer besteht.

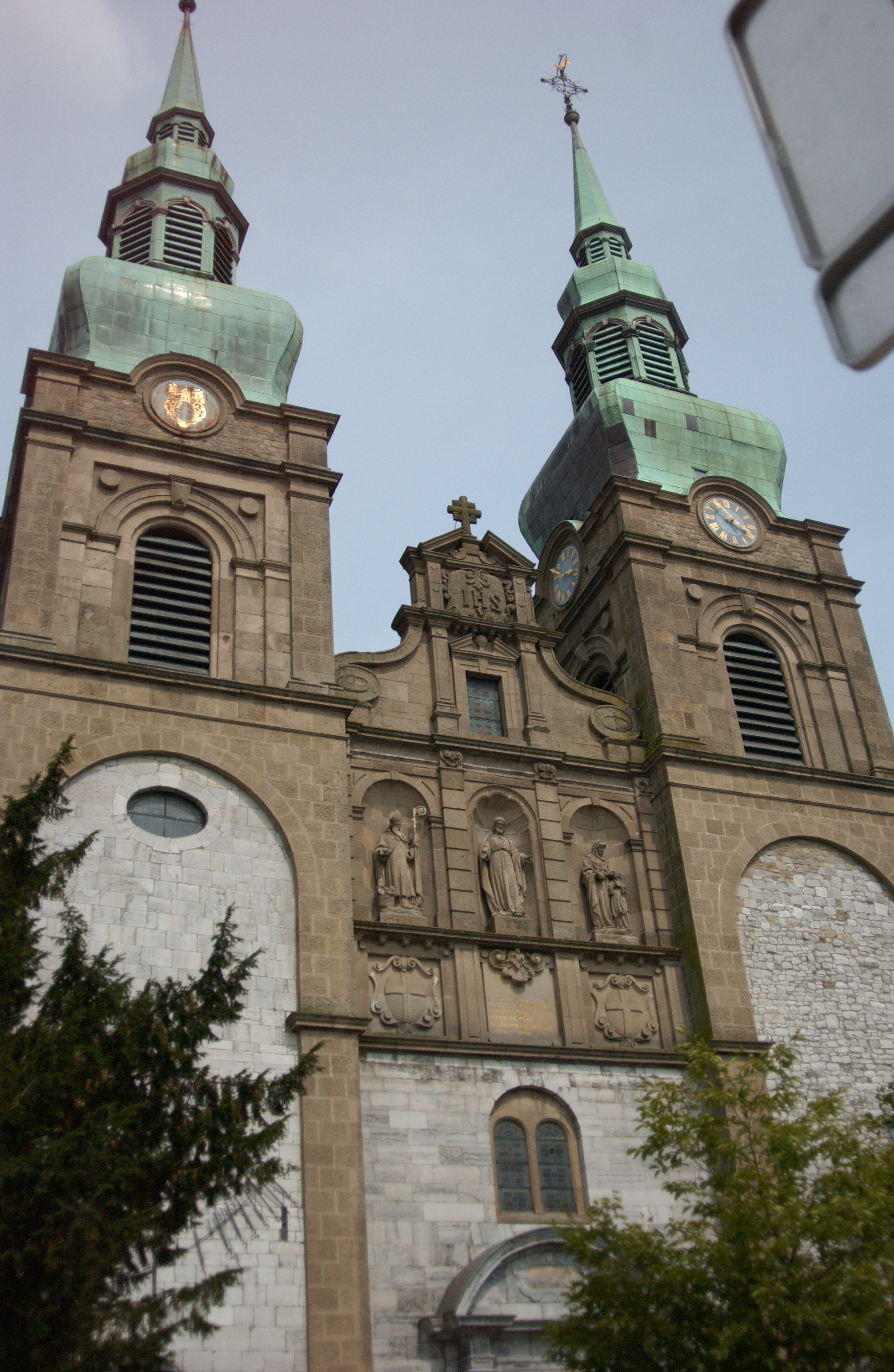
Details Turm- und Giebelaufbau (vor der Sanierung)

Die Westfassade selbst besteht im unteren Bereich aus regelmäßigen Blausteinquadern in der zwischen zwei toskanischen Säulen auf quadratischen Sockeln und einem kleinen Rundbogengiebel die schwere hölzerne Rundbogendoppeltür aus dem 18. Jahrhundert eingelassen ist. Im Keilstein über der Eingangstür ist die Jahreszahl 1724 eingraviert und im kleinen Türgiebel steht in einer Kartusche das Chronogramm: „Deo eIVs Matri b. annae b. nICoLao praesVLI eVpenses posVere“ („Die Eupener haben diese Kirche Gott, seiner Mutter, der heiligen Anna und dem heiligen Bischof Nikolaus als Pfarrpatron errichtet.“) geschrieben. Über einem darüber liegenden kleinen doppelten Rundbogenfenster auf Höhe der Orgelempore erhebt sich ein horizontal wie vertikal dreiteiliger Giebelaufsatz aus Sandstein, der durch Gesimse und Pilaster aufgeteilt ist.
Der untere horizontale Abschnitt beinhaltet an beiden Seiten jeweils auf einem Rechteckfeld eine Kartusche mit gekreuztem Wappenschild. In dem dazwischen liegenden und mit Rollwerk verzierten Rechteckfeld ist der Hinweis: „QUOD PIETAS POSUIT PERFICIT PIETAS IN FRONTISPICIO FASTIGIUM CELSIORESQUE SURGUNT TURRES“ („Was frommer Sinn begründet vollendet frommer Sinn: An der Vorderfront erheben sich ein Giebel und die hochragenden Türme“) in goldener Schrift eingraviert. Im mittleren Giebelabschnitt befinden sich drei Figurennischen, in denen von links nach rechts die Statuen des Nikolaus von Myra, von Jesus Christus auf einem Podest mit der Inschrift: „VENITE AD ME OMNES“ und der hl. Anna mit der jungen Maria aufgestellt sind, die allesamt um 1897 in der Werkstatt des Aachener Bildhauers Wilhelm Pohl hergestellt wurden.
Über einem weiteren Gesims, das mit dem des Turmaufbaus einhergeht, schließt sich der Schlussaufsatz des Gesamtgiebels an, hinter dem sich der Dachboden befindet. Die beiden niedrigeren geschwungenen Seitenteile betonen den dreigeteilten Mittelaufbau, der im unteren Abschnitt ein kleines Rechteckfenster, im mittleren auf einer Kartusche das Jesusmonogramm und darüber in einem durchbrochenen Dreiecksgiebel ein Kreuz aufweist.
Der Kirchplatz vor dem Haupteingang ist zum Marktplatz hin durch Blausteinpfeilern und Eisengittern abgetrennt, wobei auf einem der Pfeiler die Jahreszahl 1767 eingraviert ist. Ursprünglich befand sich unmittelbar um das Kirchengebäude herum Eupens erster Friedhof, von dem heutzutage nur ein kleiner historischer Teil an der nordöstlichen Seite übrig geblieben ist. Dieser Kirchenfriedhof mit seinen teilweise aus dem 17. Jahrhundert stammenden vierzehn Grabplatten und einigen Grabkreuzen in der Einfriedungsmauer wurde ebenfalls 1939 unter Denkmalschutz gestellt. Ein weiterer alter Grabstein befindet sich im Kircheninneren, so unter anderem im sogenannten Bethanienraum, der 1987 durch den belgischen Architekten Yves Delhez an der Südseite angebaut wurde.

## Innenarchitektur

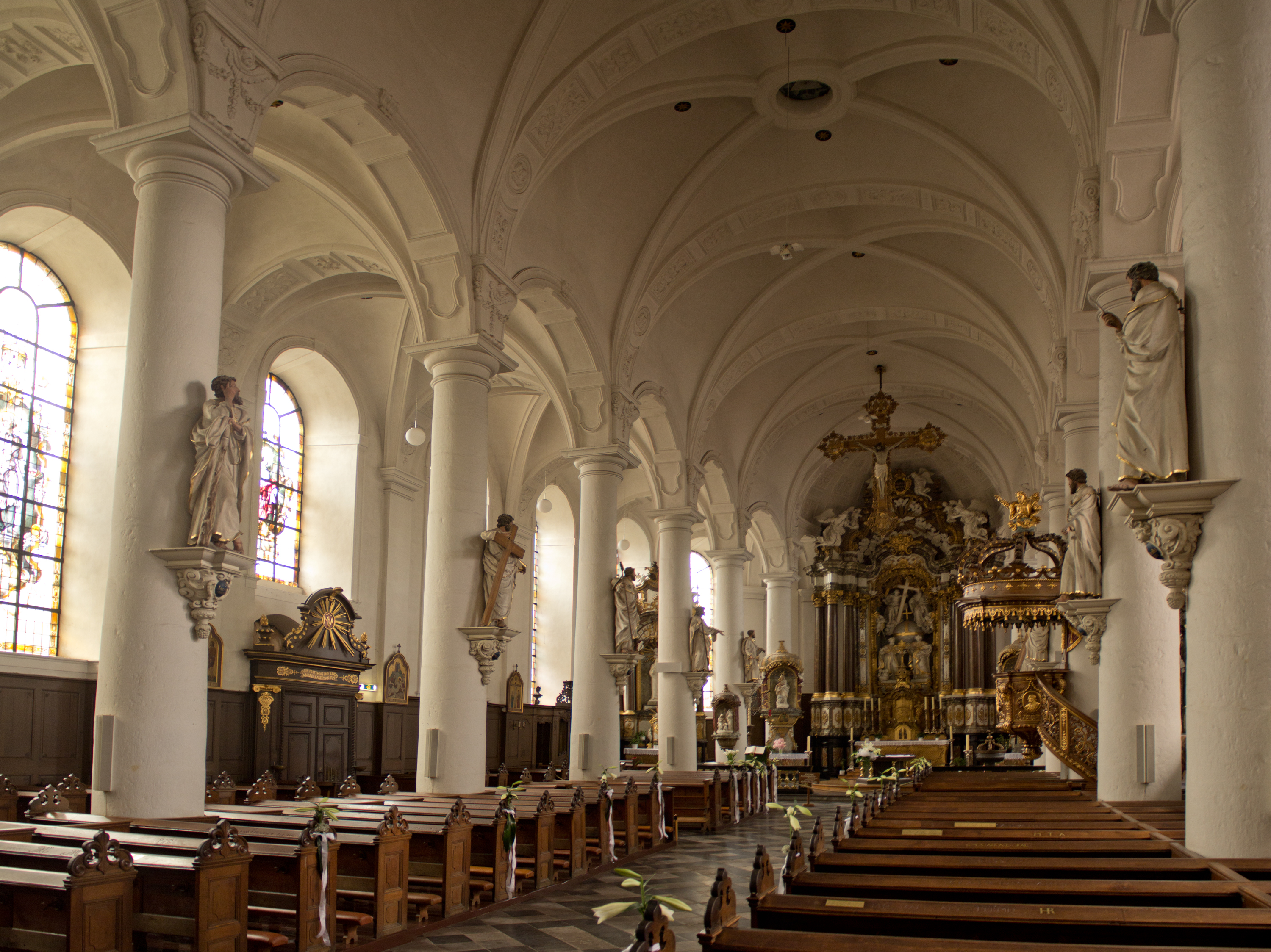
Innenraum mit Seiteneingang und Apostelskulpturen

Der helle dreischiffige Innenraum besitzt ein erhöhtes Mittelschiff, das durch offene Arkadenwänden zu den Seitenschiffen getrennt ist, die aus sieben mit Stuckarbeiten geschmückten sowie mit Steinmetzzeichen versehenen toskanischen Säulen je Seite gebildet werden. Diese sich leicht verjüngenden und auf quadratischem Sockel stehenden Säulen mit kleinen Wulstkapitellen gehen über in die Gurtbögen und Gewölberippen, die das kuppelartige Kreuzrippengewölbe stabilisieren. Im mittleren Joch des Mittelschiffes ist im Schneidepunkt der Rippen ein Holzdeckel mit der Darstellung eines „wachsamen Auges“ eingelassen.
In den Gewölbefeldern der Seitenschiffe sind goldene Sterne auf dunkelblauem Untergrund gemalt und die Gurtbögen der Decke werden an den Außenwänden durch Pilaster aufgefangen. Mittig der Außenwand des nördlichen Seitenschiffes befindet sich der Seiteneingang der Kirche, in dessen Türsturz die Inschrift: „HERR MATTHIAS PASS IUNGMANN UND KAUFFMAN 1729“ eingeschnitzt ist. Ein Großteil der Außenwände wurde 1758 mit einer reich dekorierten Wandvertäfelung versehen.
Über dem durch einen großen Windfang geschützten Eingangsbereich erstreckt sich in ganzer Breite in Höhe des verdeckten doppelten Rundbogenfensters die Orgelempore. Eine angelehnte Holztreppe führt von dort aus zum Dachboden mit dem kleinen Rechteckfenster, das sich auf Höhe des Fisenne’schen Sandsteingiebels befindet.

## Taufkapelle

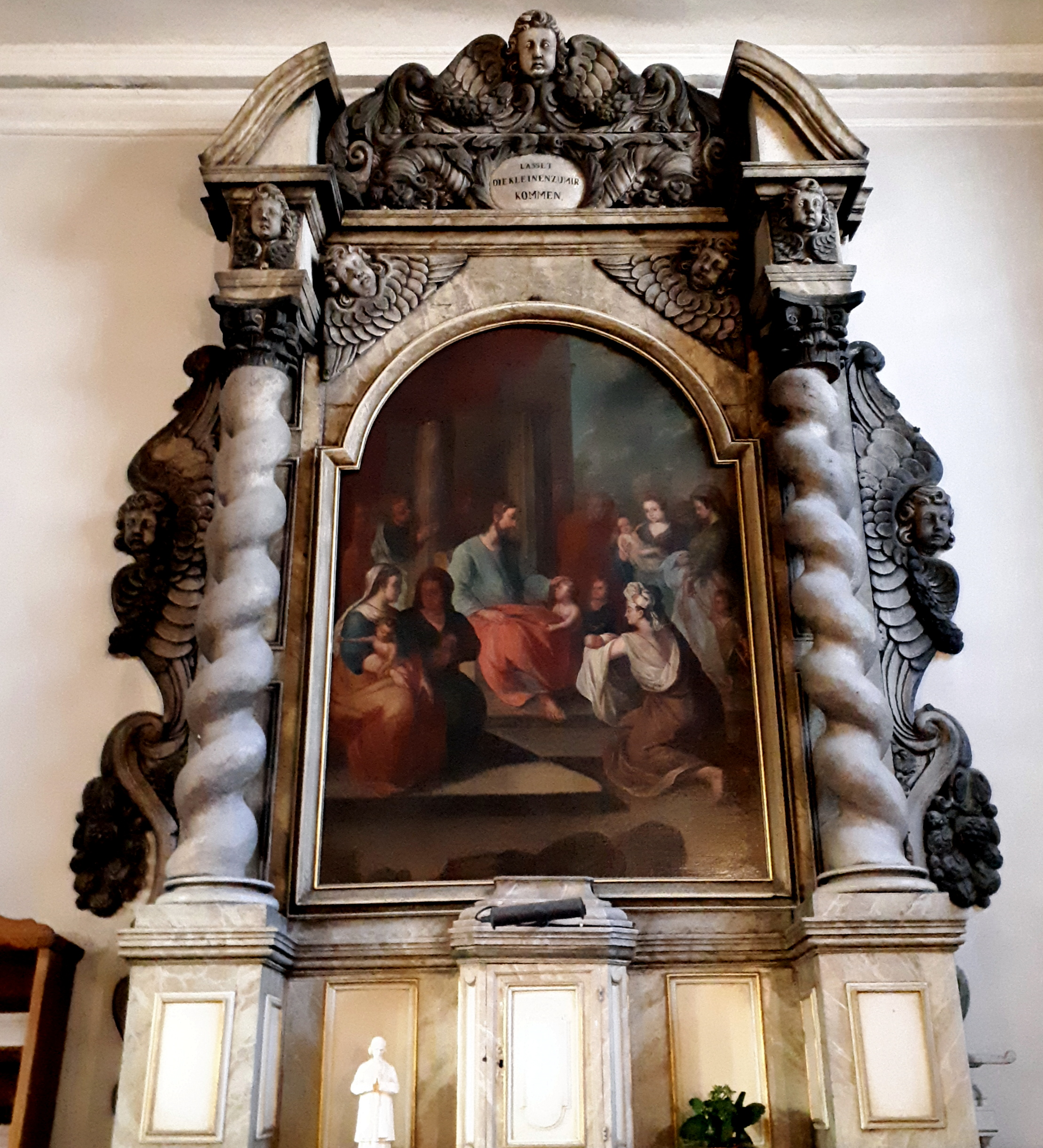
Taufaltar
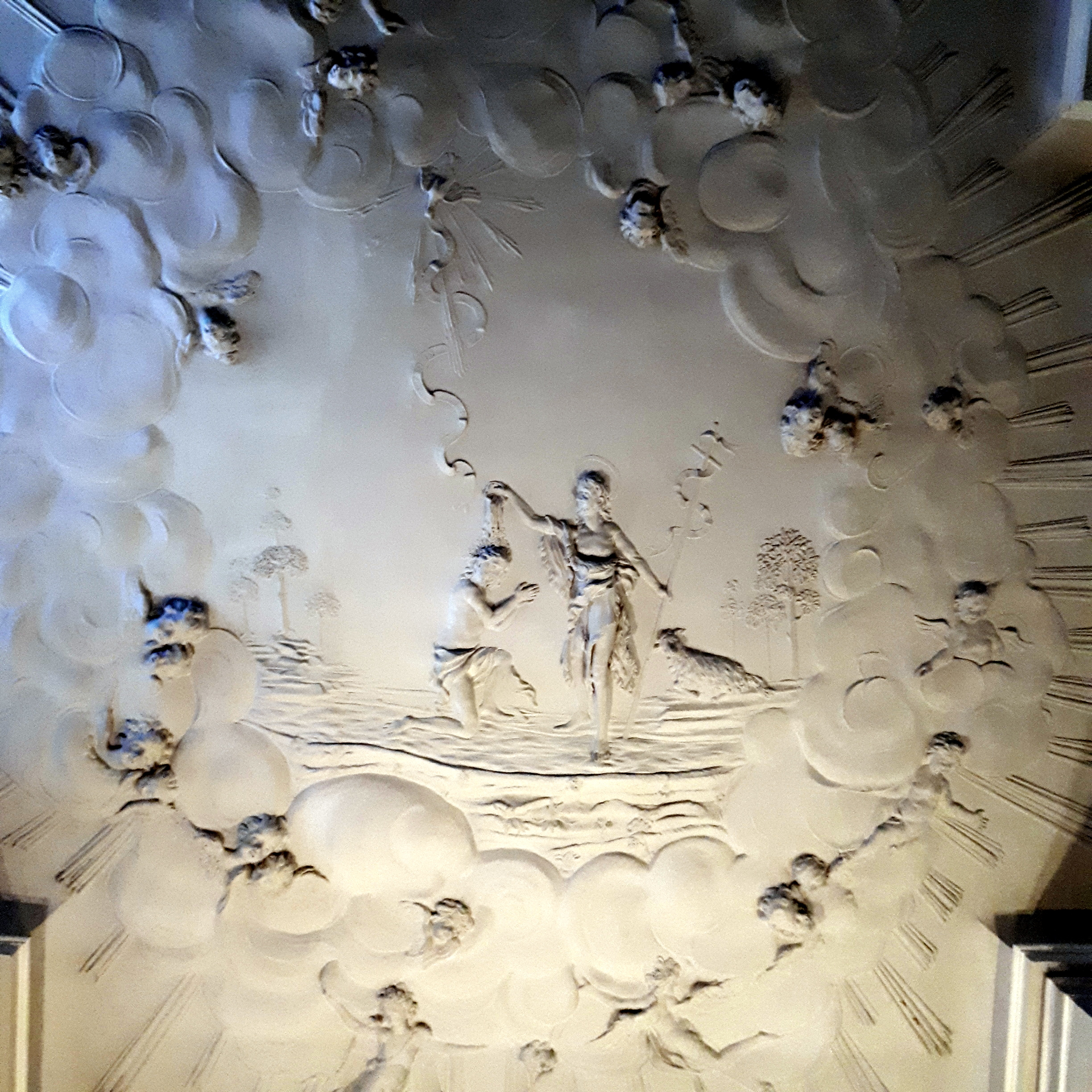
Stuckdecke
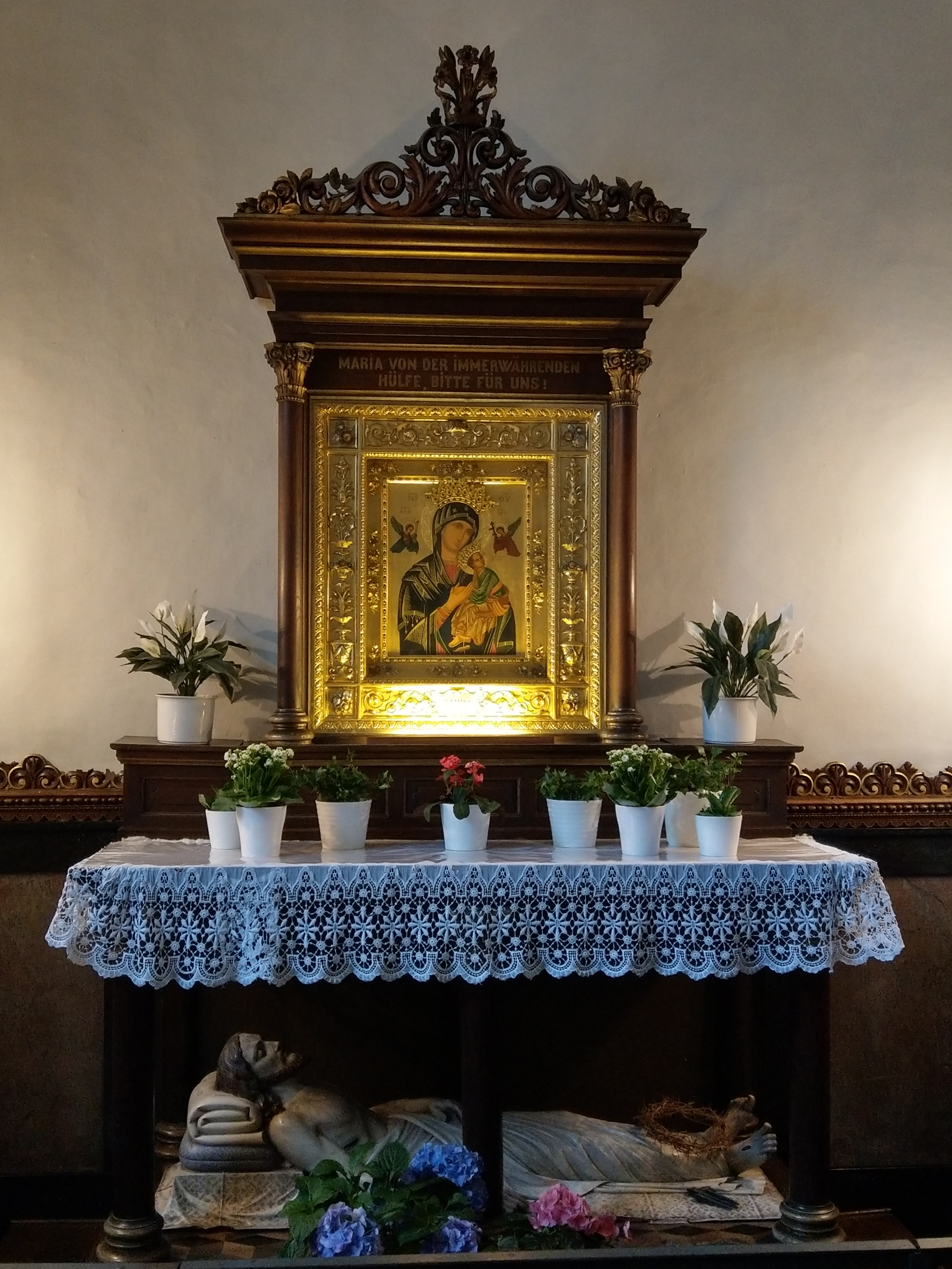
Marienaltar

In dem Kirchenneubau von Mefferdatis in den 1720er-Jahren war zunächst noch keine Taufkapelle vorgesehen. Diese wurde erst später in der zweiten Hälfte des 18. Jahrhunderts im ersten Joch des linken Seitenschiffes eingerichtet, dort wo sich zu jener Zeit der linke kleinere Turmähnliche Aufbau mit dem damaligen Archivzimmer  im Obergeschoss erhoben hatte.
Die annähernd quadratische Taufkapelle entstand durch Einsetzen zweier Trennwände zum Seitenschiff und einer Trennwand zum Mittelschiff hin, in der sich die anfangs hölzerne Eingangstür befand. Dieser Türdurchstoß wurde 1924 maßgeblich auf 2 × 2 Meter erweitert und mit einer schmiedeeisernen Doppelflügeltür zwischen feststehenden Lisenen versehen. Die anfangs mit Kreuzrippen gewölbte Jochdecke wurde um 1860 durch eine Flachdecke abgehängt, auf der im Stile der Romantik ein Stuckrelief aufgetragen wurde, das die Taufe Jesu darstellt.
Tageslicht erhält die Taufkapelle durch ein großes mit Glasmalerei gestaltetes Fenster in der Außenwand der Kirche, das eine Darstellung von Jesus und der Samariterin zeigt. Dieses Fenster ist der untere Teil eines nach oben durchgehenden Gesamtfensters, wobei dessen oberer und wesentlich größerer Teil  das Archivzimmer erhellt und noch Reste der ersten Buntverglasung der Kirche aufweist.
Da im Rahmen der Kirchenumbauten von 1924/1925 im rechten Seitenschiff anstelle des dortigen kleinen Altars mit dem Gnadenbild Unserer Lieben Frau von der immerwährenden Hilfe das neue Kriegerdenkmal für die Opfer des Ersten Weltkrieges aufgestellt werden sollte, wurde der Marienaltar an die zum Kircheninneren liegende Ostwand der Taufkapelle auf ein stufenförmig erhöhtes Podest versetzt sowie mit einem bogenförmig vorgezogenem schmiedeeisernen Gitter und einer Gebetsbank versehen. Der untere offene und mit sechs Säulen versehe  Altarbereich wurde als Heiliges Grab gestaltet und mit einer Figur ausgestattet, die Jesus als Leichnam zeigt. Das Gnadenbild selbst stammt aus dem Jahr 1878 und ist eine der letzten originalgetreuen und auf Holz gemalten Kopien des Erstlingswerks aus dem 14. Jahrhundert, das sich in der Obhut des Redemptoristenordens in der  Kirche Sant’ Alfonso in Rom befindet.
Die gegenüberliegende Westwand wird beherrscht von dem hohen und massiven Aufbau des Taufaltars, von dem die Kirchenchronik behauptet, dass er einst der Hauptaltar der Kirche vor der Anschaffung des neuen Couvenaltars von 1744 gewesen sein soll. Im geschwungenen und reich verzierten Giebelaufsatz ist ein Medaillon mit der Inschrift „Lasset die Kleinen zu mir kommen“ eingelassen. Die schmucklose Mensa sowie der kastenförmige Tabernakel sind dagegen in einfachster Konstruktion gehalten. Blickfang des Altars ist das zwischen gewundenen Säulen im Retabel aufgetragene Ölgemälde eines unbekannten Künstlers aus dem Jahr 1650, das den „Göttlichen Kinderfreund“ darstellt und zuletzt 1983 grundlegend restauriert wurde.
Nach den Reformen durch das Zweite Vatikanische Konzil in den 1960er-Jahren wurde das Taufbecken aus dem Jahr 1790 in den Chorbereich der Kirche versetzt. Seitdem dient die Taufkapelle lediglich noch als Ort der Stille und des Gebets.

## Kirchenausstattung

### Hochaltar

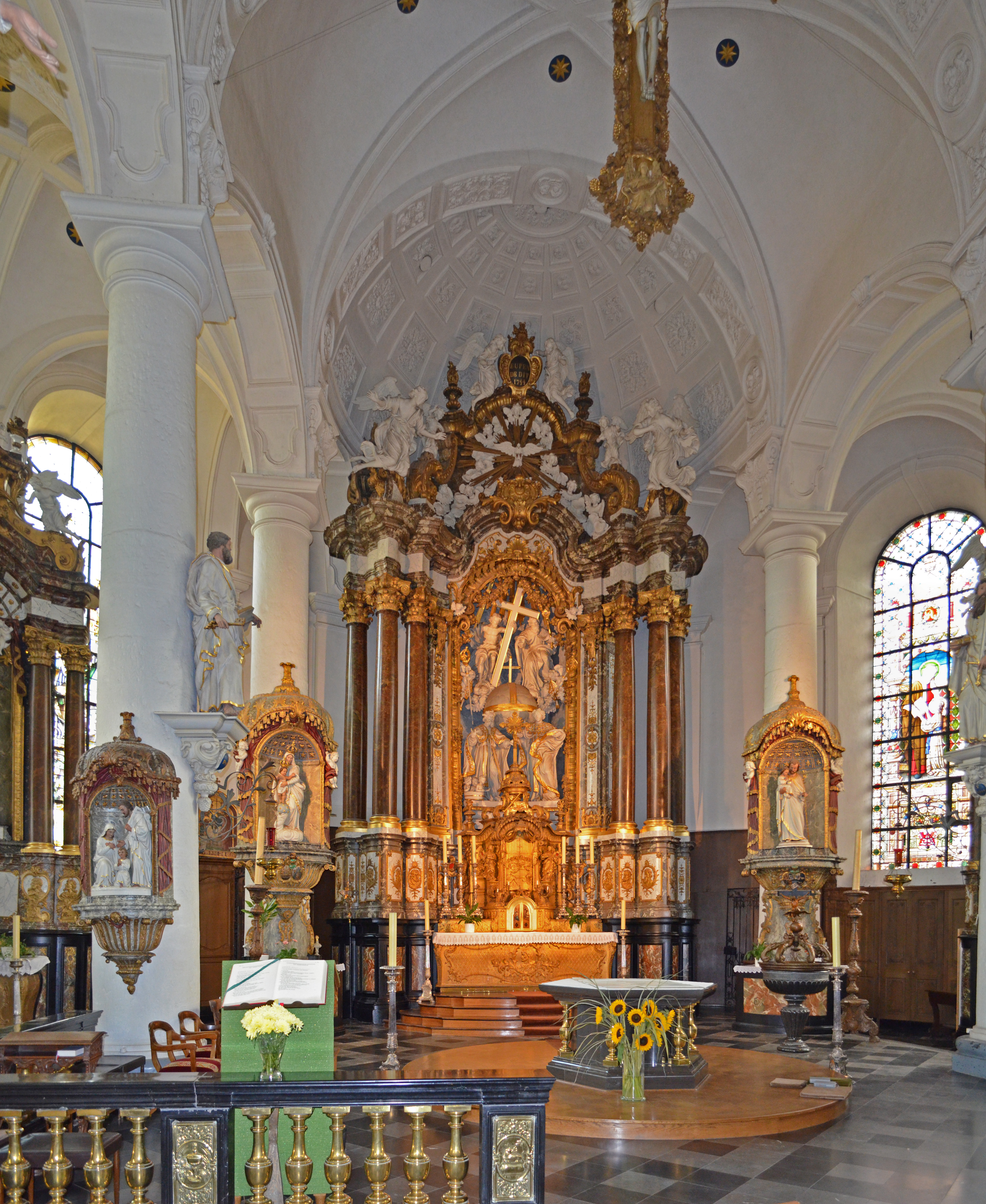
Hochaltar mit Maria- und Josefnische

Der barocke Hochaltar wurde von den Eupener Spinnern und Webern gestiftet und entstand in den Jahren 1740 bis 1744 nach Plänen des Aachener Architekten Johann Josef Couven. Der Altar wurde vom Lütticher Bildhauer Hubert Hyard geschnitzt und erhielt seine Marmorierung und farbige Fassung von dem Lütticher Künstler Jakob Hainaux.
Die breite und auf vier geschweiften Stufen erhöht stehende Mensa zeigt auf ihrer Vorderseite zwischen Rocaille- und Gitterornamenten eine Büste von Jesus Christus. Darauf ruht der dreiseitige Tabernakel, in dessen unterem Abschnitt das Depositorium eingebaut ist, über dem sich unter einem kleinen Baldachin ein Flachrelief mit der Darstellung des Abendmahls befindet. Dieses wird flankiert von Figuren, die der biblischen Szene der Lobpreisung des Simeon und der Mannalese im Beisein von Mose und Aaron nachempfunden sind sowie von Engelsfiguren auf Konsolen. Über dem Giebelaufbau des Tabernakels erhebt sich auf reich verzierter Konsole, in der eine Darstellung des Agnus Dei mit Kruzifix eingearbeitet ist, das Altarkreuz. Das aus dem 19. Jahrhundert stammende Depositorium selbst ist eine Stahlkonstruktion und zeigt auf seinen Flügeltürchen eine Verkündigungsszene.
Die hinter dem Altaraufbau und an der Wand der Apsis verlaufende rundbogige holzumrahmte Bildnische mit marmoriertem Hintergrund wird von drei fein gemaserten Marmorstucksäulen je Seite flankiert, die auf einen zweigeteilten Sockel stehen, auf denen als ovale Flachreliefs die zwölf Apostel abgebildet sind. Im Inneren des mit viel Dekor reich verzierten Holzrahmens sind die Statuen des Pfarrpatrons Nikolaus von Myra sowie des Diözesanpatrons Lambert von Lüttich aufgestellt. Ergänzend hierzu befindet sich am Fuße des hl. Nikolaus eine kleine Wanne mit drei badenden Kindern sowie über den Statuen zwei Putten mit Bischofsinsignien. Zwischen diesen schwebt eine symbolische Weltkugel, auf denen Gott Vater und Gottes Sohn als Teil der Dreifaltigkeit auf Wolkenbänken sitzend figürlich dargestellt sind. Die Taube der Dreifaltigkeit als Symbol des heiligen Geistes hängt mittig darüber im geschweiften sowie reich verzierten und auf den sechs Marmorsäulen ruhenden Dachaufbau des Hochaltars und wird mit einem Strahlenkranz und mehreren Engelsköpfen optisch hervorgehoben. Oberhalb des Dachgebälks sind sechs weitere Engelsfiguren angebracht, von denen die beiden mittleren eine vergoldete Kartusche mit der Inschrift: „EUPEN DEDIT 1744“ halten.

### Seitenaltäre

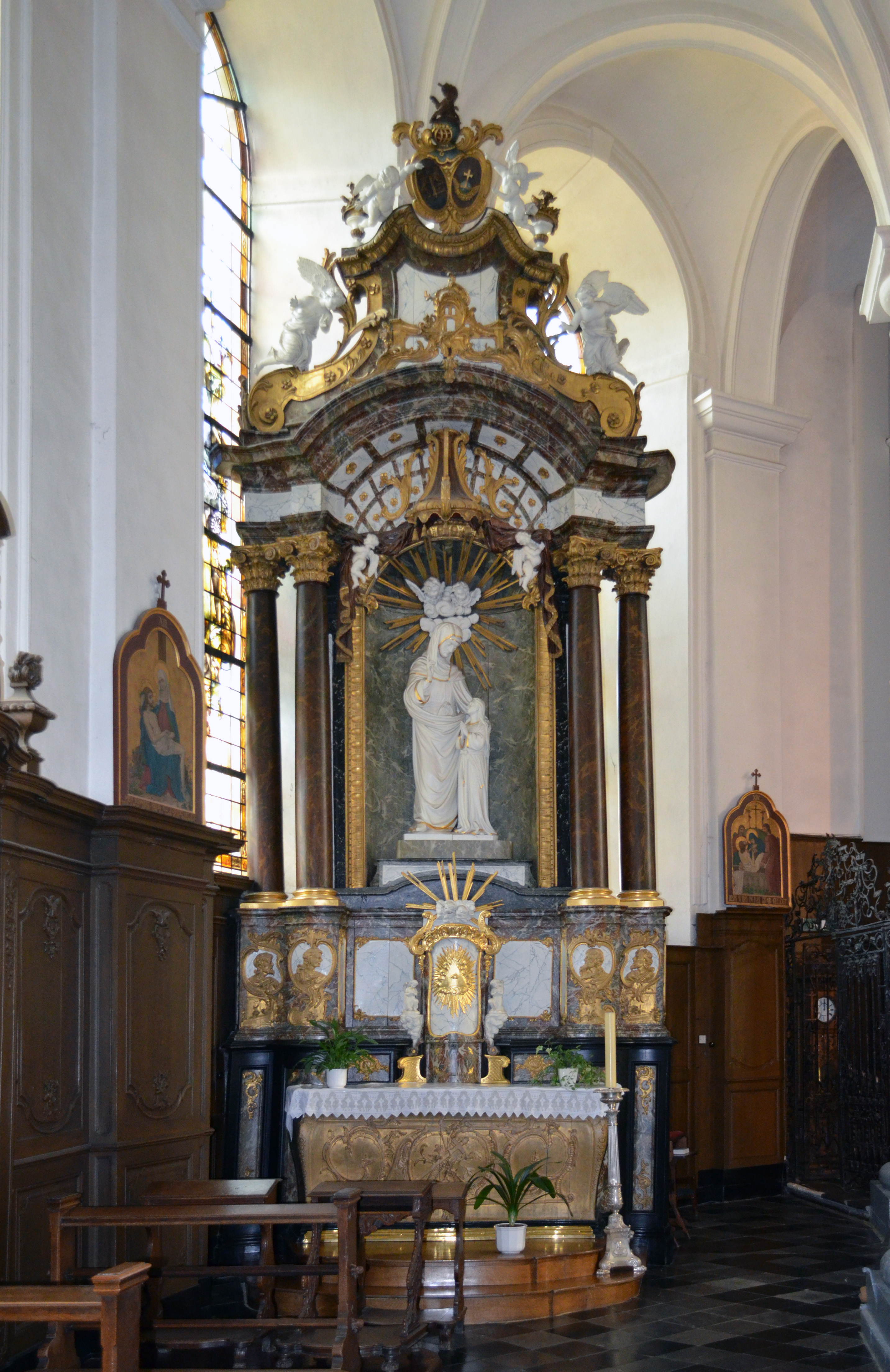
Annenaltar
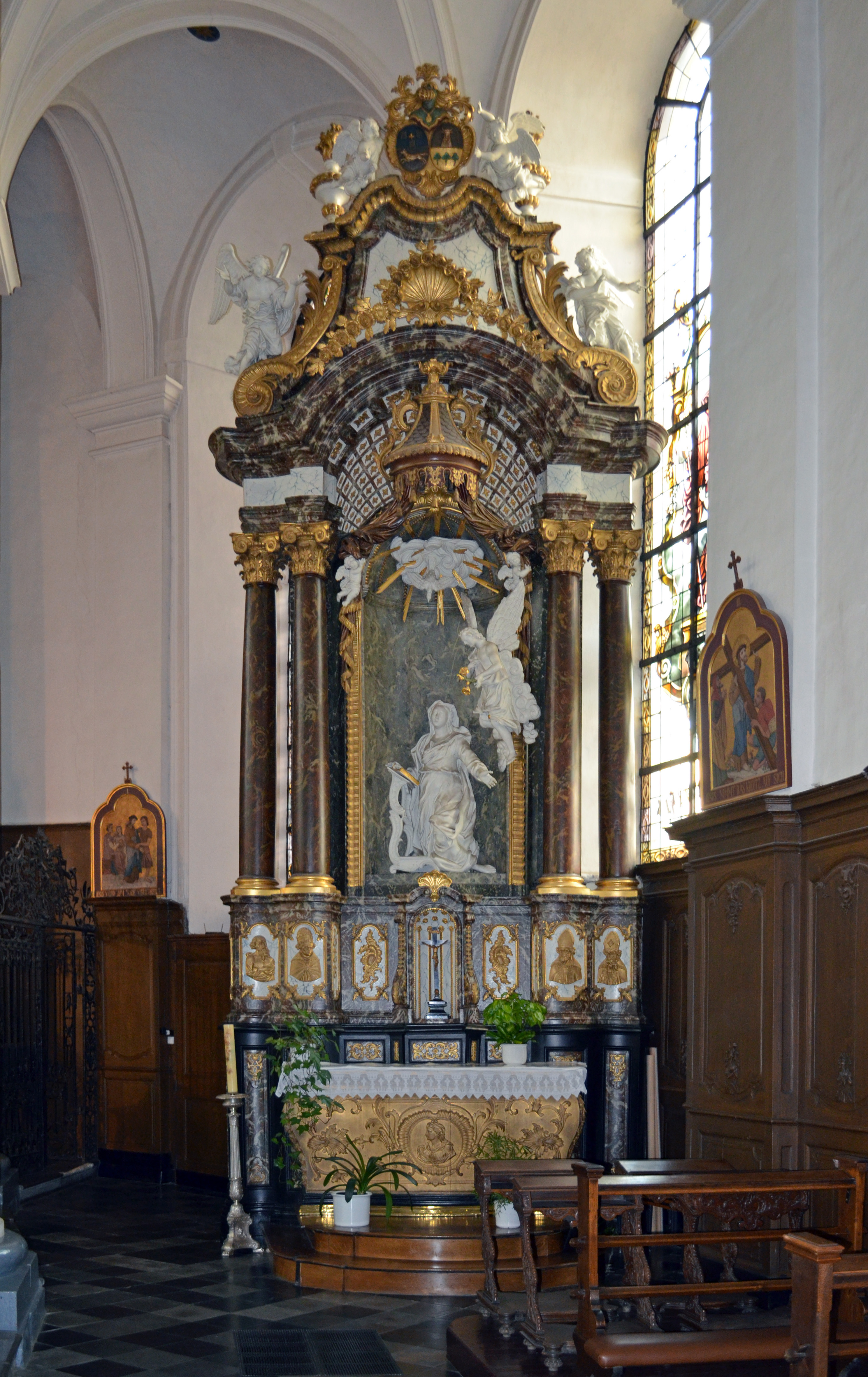
Marienaltar

Die beiden Seitenaltäre der Kirche sind in Stil und Formen der barocken Bauweise von Couven angepasst, weswegen diese ihm vereinzelt auch zugeschrieben werden. Ihre Fertigstellung um 1770 deutet aber eher auf im Couvenstil nachempfundene Werke hin, die möglicherweise in den gleichen Werkstätten angefertigt wurden wie der Hochaltar.
Diese beiden relativ ähnlich aufgebauten Altäre aus marmoriertem Holz sind mit reichlich Schnitzwerk und geschmackvollem, teilweise vergoldetem Dekor versehen. Die Retabelnischen sind auf jeder Seite von zwei Säulen auf quadratischem Sockel flankiert. Im rechten Seitenaltar, dem Marienaltar, sind auf diesen Sockeln die Bildnisse von vier Kirchenvätern angebracht. Die Figurengruppe in der dortigen Statuennische ist im 19. Jahrhundert angefertigt worden und zeigt Maria unter einem kleinen Baldachin mit einem Engel, die Verkündigungsszene darstellend. Oberhalb des geschwungenem und dem Hochaltar nachempfundenen Altaraufbaus befindet sich ein Allianzwappen, auf dem die Familienwappen des Ehepaares Leonard Thimus und seiner Ehefrau Anna Maria Gadé, den Stiftern dieses Altares, aufgetragen sind.
Der linke Seitenaltar, auch Annenaltar genannt, zeigt auf den Sockeln der Säulen die Bildnisse der vier Evangelisten sowie mittig des Altartisches ein Strahlendreieck mit dem Gottesauge. In der Retabelnische sind die ebenfalls aus dem 19. Jahrhundert stammenden Figuren der heiligen Anna und ihrer Tochter Maria aufgestellt, die mit symbolischen Sonnenstrahlen und Putti ergänzt wurden. Oberhalb des Altaraufbaus befindet sich hier das 1770 angebrachte Allianzwappen der Stifterfamilie Reiner Franz von Grand Ry (1716–1777) und seiner Frau Maria Elisabeth Thys (1723–1801).

### Maria- und Josefnische
Als Bereicherung des Altarraumes sind an den beiden letzten Säulen im Übergang vom Chorraum zur Apsis über kleinen Beistelltischen zwei mit gerafften Vorhängen ausgestattete und mit Puttis dekorierte, teilweise vergoldete Figurennischen aus marmoriertem Holz auf schmuckvollen Konsolen angebracht. Die linke, Marianische genannt, ist bestückt mit der Skulptur der auf einer Weltkugel stehenden Mutter Gottes mit dem bekrönten Jesuskind auf dem Arm und wurde im Jahr 1865 im Auftrag der Stifterinnen Adelheid (1803–1889) und Sophie von Grand Ry (1812–1870) erstellt. An der Vorderseite der Konsole ist das Schild mit dem Allianzwappen ihrer Urgroßeltern Nikolaus Joseph Grand Ry (1709–1763) und Marie Elisabeth de Wampe (1717–1794) angebracht.
Das gegenüberliegende Pendant, die Josefnische, wurde von der Witwe Zervais im 19. Jahrhundert gestiftet und ist mit der Statue des hl. Josef, der das Jesuskind auf dem Arm trägt, bestückt. Das Allianzwappen auf der dortigen Konsole erinnert allerdings an den Tuchfabrikanten und Bürgermeister Walter Mostert (1717–1792) und seiner Ehefrau Anna Sophia von Wespin (1722–1802).

### Kommunionbank und Opfertisch

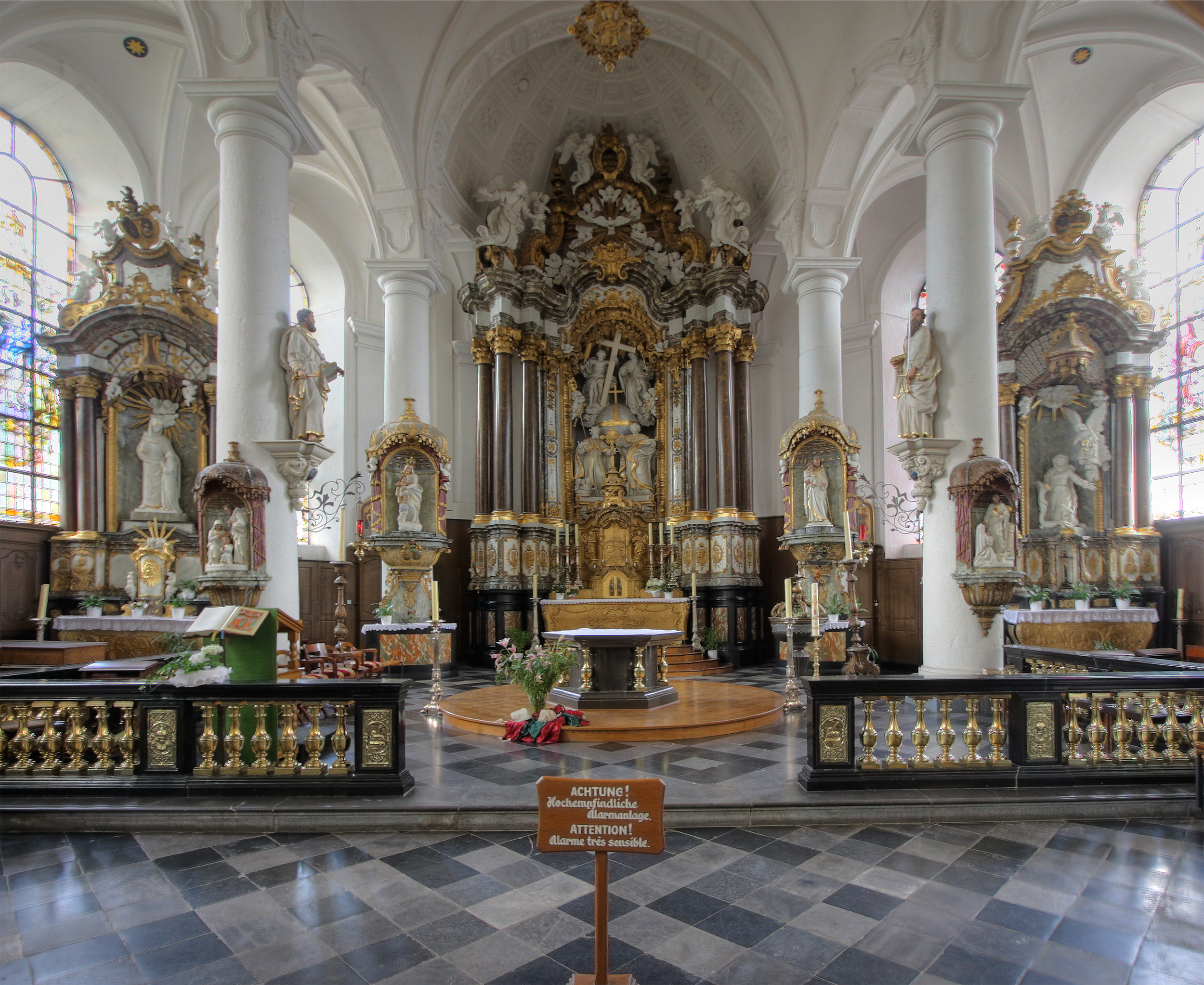
Altarraum mit Hochaltar, Maria- und Josefnische, Seitenaltäre, Opfertisch und Kommunionbank

Die jetzt zweigeteilte Kommunionbank mit ihrem seit dem Umbau 1980 offenen Durchgang auf Höhe des Mittelganges grenzt den Chorraum über Eck vom Altarraum ab und zählt zu den wertvollsten Ausstattungsstücken der Kirche. Sie ist ein Werk von H. Vondergracht aus dem Jahr 1740 und wurde 1980 anlässlich einer Neugestaltung des Chorraumes durch den Aachener Dombaumeister Leo Hugot um ein Joch, entsprechend einem Säulenabstand vorverlegt, um dadurch den Chorraum offener zu gestalten und Platz für einen neuen Opfertisch zu erhalten.
Die Kommunionbank besteht aus schwarzem Marmorrahmen, der mit polierten Messingbalustern und vier goldenen Flachreliefs aus Messing je Kirchenseite bestückt ist, die mit verschiedenen Motiven bedruckt sind. Sechs Baluster des nicht mehr benötigten Mittelstücks der ehemals durchgehenden und geschlossenen Kommunionbank wurden zur Gestaltung des Sockels für den neu angeschafften sechseckigen Opfertischs verwendet, der mit einer anthrazitfarbenen Marmorplatte bedeckt ist.

### Kanzel

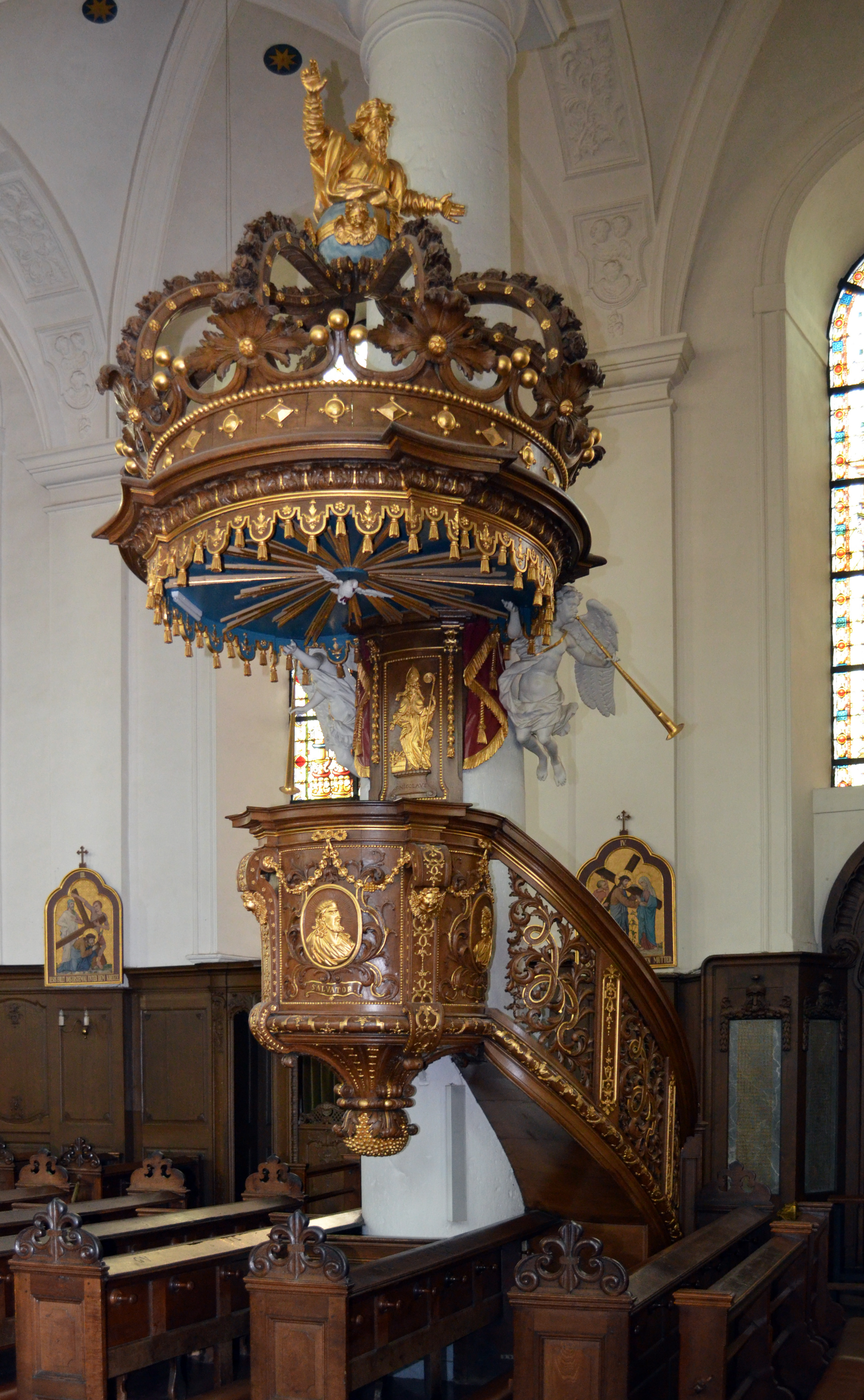
Kanzel

Die um 1730 aufgestellte Kanzel gehört mit zu den ältesten Ausstattungsstücken der Kirche. Sie ist im Régencestil aus Eichenholz geschnitzt. Ihr Stuhl ist mit vier geschmückten Volutenkonsolen ausgestattet, in deren Feldern sich Medaillons mit Motiven von Christus, Maria und Josef befinden. Die an der Säule lehnende Rückwand der Kanzel ist vom Stuhl bis zum Schalldeckel mit einem Bildnis des Nikolaus von Myra behängt. Der Schalldeckel selbst wird von zwei Posaune blasenden Engeln flankiert. Die Deckelunterseite zeigt die Taube des hl. Geistes unter einem Strahlenkranz und der kronenartige Aufbau gipfelt in einer Büstendarstellung von Gottvater, der sich über einer Weltkugel erhebt.

### Beichtstühle
Je zwei Beichtstühle aus Eichenholz sind pro Seitenschiff aufgestellt, die aus dem Jahr 1758 stammen und einen durchbrochenen geschnitzten Ziergiebel vorweisen. Der linke obere Beichtstuhl ist mit dem Allianzwappen der Stifterfamilie Johann Ägidius Grand Ry (1701–1767) und seiner Ehefrau Maria Theresia Bevers (1706–1785) geschmückt, der rechte obere trägt das Wappen der Familie Thimus.

### Kirchenbänke
Insgesamt 84 Kirchenbänke wurden in der Zeit zwischen 1730 und 1850 in einem einheitlichen Stil aus Eichenholz angefertigt. Sie waren teils von der Obrigkeit der Stadt, teils von einflussreichen Bürgern in Auftrag gegeben und finanziert worden. Diese konnten dann bei Bedarf dauerhaft vermietet werden. Pächter wie Stifter ließen daraufhin ihre Namen in das Holz schnitzen und vermitteln damit ein Bild der damaligen Honoratioren der Stadt.

### Sonstige Ausstattung (Auswahl)

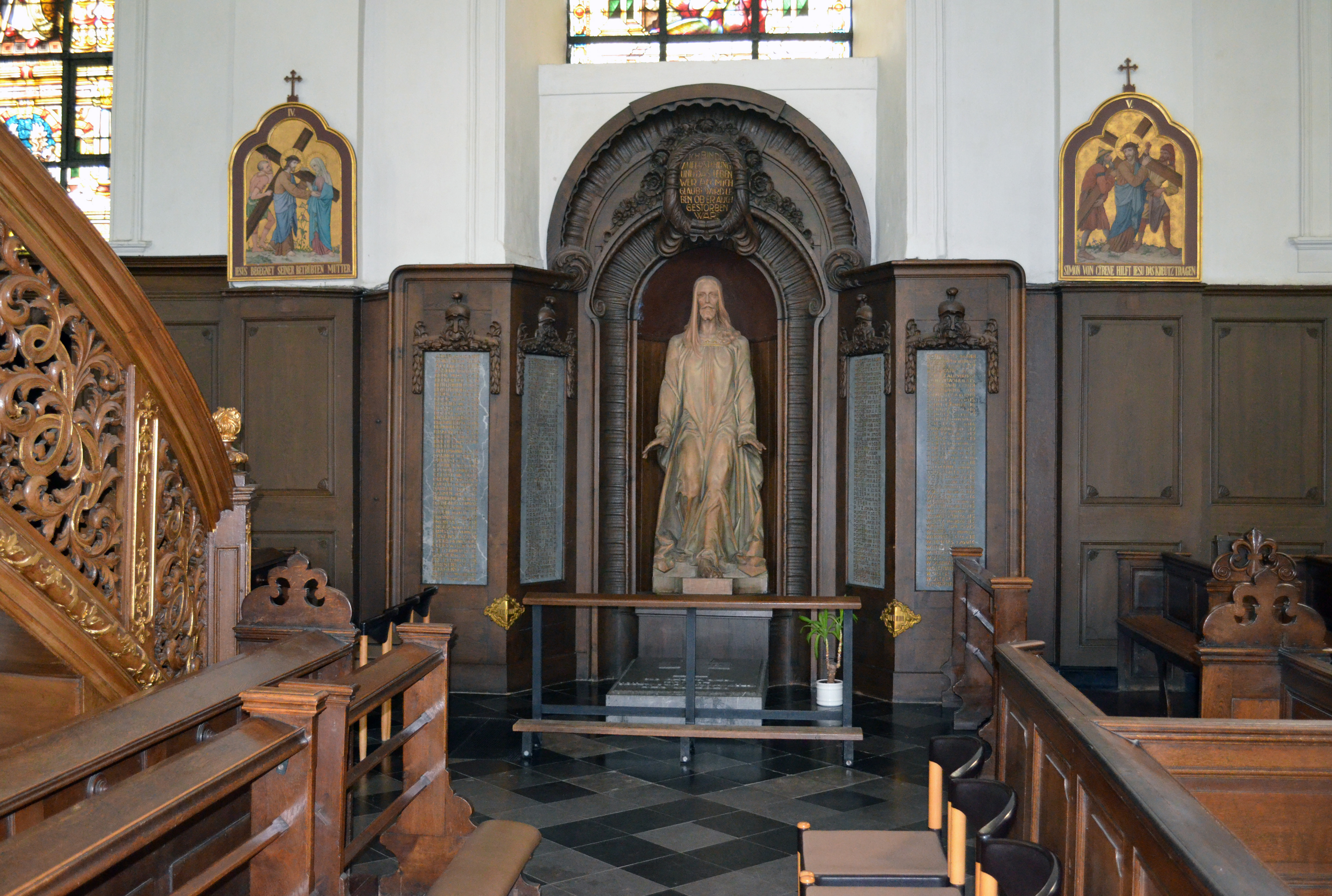
Gefallenendenkmal

- Mittig im Chor hängt ein großes Triumphkreuz von der Decke, das 1876 in der Werkstatt Wilhelm Pohl in Aachen aus Eiche geschnitzt wurde und teilweise polychromiert ist. An seinen Balkenenden sind Symbole der Evangelisten aufgetragen.
- Die an den Turmwänden und an den Säulen aufgestellten und aus Holz geschnitzten Figuren der Apostel und Evangelisten sowie der Immaculata und des Triumphators wurden um 1640 in der Werkstatt des aus Augsburg gebürtigen Kölner Bildhauers Jeremias Geißelbrunn (1595–1660) ursprünglich für die Kölner Minoritenkirche hergestellt. Sie wurden im Jahr 1866 von der Nikolauspfarre für 145 Taler erworben und später polychromiert. Fünf weitere, teilweise vergoldete Figuren stammen ebenfalls aus der Werkstatt Pohl und wurden zwischen 1875 und 1880 geschnitzt.
- Die Stationen des Kreuzweges werden durch 14 Bilder dargestellt, die auf Blech gemalt und mit einem polychromierten Eichenrahmen eingefasst sind. Sie wurden teilweise erst in den Jahren 1868/1869 angefertigt und hängen im Uhrzeigersinn an den Außenwänden der Seitenschiffe.
- Mehrere kostbare Gemälde schmücken die Kirche und weitere sind im Pfarrhaus aufgehängt, darunter einige Halbporträts der Pfarrer an St. Nikolaus.
- In Gedenken an die Gefallenen und Vermissten der Stadt im Ersten Weltkrieg wurde 1925 von dem Eupener Bildhauer Christian Stüttgen (1876–1942) ein Gefallenendenkmal geschaffen, das seinen Platz an der rechten Außenwand erhalten hat. Das an die hölzerne Wandverkleidung angepasste altarartige Denkmal besteht aus einer zentralen lebensgroßen Jesusstatue in einer Figurennische, die je Seite von zwei Stelen in hölzernem Rahmen mit den Namen der Opfern flankiert wird. Diesem wurde später vor der Jesusstatue eine massive steinerne Gedenkplatte für die Opfer des Zweiten Weltkrieges beigefügt, die die Inschrift: „1940–1945 IM GEDENKEN AN DIE TOTEN UND VERMISSTEN DES KRIEGES“[15]

### Orgel

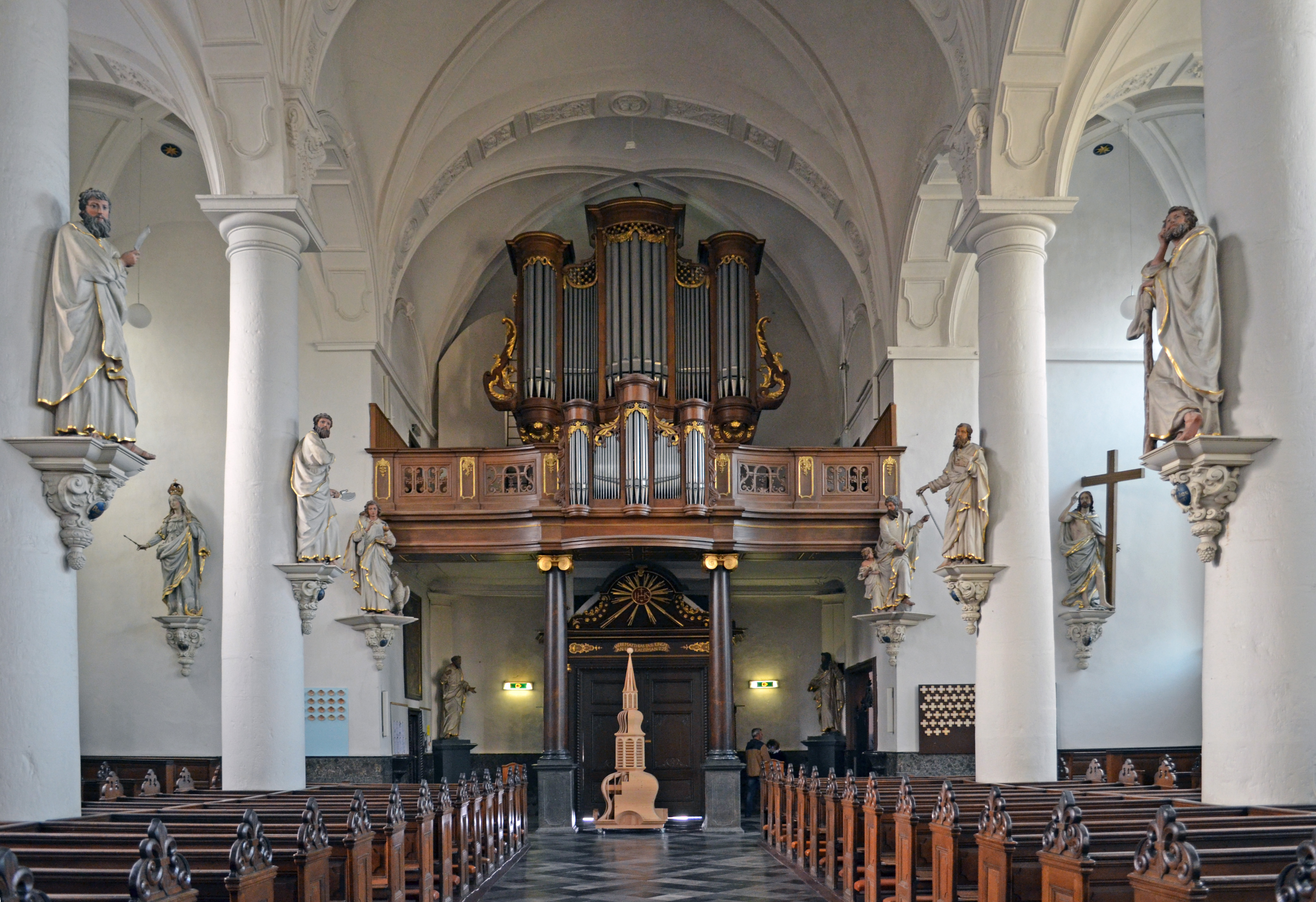
Orgelempore und Orgel

Die erste größere Orgel der Kirche stammte aus der Orgelwerkstatt von Guillaume Robustelly in Lüttich und wurde zwischen 1760 und 1763 gefertigt und 1764 von dem Organisten Jantrain aus Aachen bewertet. In den nächsten Jahrzehnten wurde sie fortlaufend saniert und restauriert sowie immer wieder technisch erweitert, zuletzt im Jahr 1966 durch den Orgelbauer L. Verschueren aus Heythuysen, der einen Großteil der alten Robustelly-Bestandteile gegen neuere Systeme austauschte. Diese eigentlich aussortierten alten Bauteile verwendete er zusammen mit weiteren historischen Ersatzteilen zum Bau einer neuen Orgel, die er 1993 für die Carolus-Kapelle im Bistum Roermond herstellte. Dort wurde die alte, ehemalige Eupener Robustelly-Orgel 1995 unter Denkmalschutz gestellt, während die heutige Orgel in der Nikolauskirche mit der Urfassung so gut wie nichts mehr gemeinsam hat.
Orgeldisposition
Die Disposition der aktuellen Verschueren-Orgel verfügt über vier Werke mit folgender Registerverteilung:
| I Rückpositiv C–g3 |               |        |
| 1.                 | Rohrflöte     | 8’     |
| 2.                 | Prestante     | 4’     |
| 3.                 | Kleingedeckt  | 4’     |
| 4.                 | Blockflöte    | 2’     |
| 5.                 | Terzflöte     | 1 3⁄4’ |
| 6.                 | Schnabelflöte | 1’     |
| 7.                 | Scharff IV f  | 1’     |
| 8.                 | Holzduzian    | 8’     |
| 9.                 | Tremulant     |        |

| II Hauptwerk C–g3 |               |       |
| 10.               | Gedecktpommer | 16’   |
| 11.               | Principal     | 8’    |
| 12.               | Gemshorn      | 8’    |
| 13.               | Octave        | 4’    |
| 14.               | Flöte         | 4’    |
| 15.               | Nasard        | 2 ⁄3’ |
| 16.               | Spillpfeife   | 2’    |
| 17.               | Mixtur IV–VI  | 1 ⁄3’ |
| 18.               | Cornet Vf     | 8’    |
| 19.               | Trompete      | 8’    |
| 20.               | Clairon       | 4’    |

| III Schwellwerk C–g3 |                      |       |
| 21.                  | Holzgedackt          | 8’    |
| 22.                  | Quintade             | 8’    |
| 23.                  | Spitzgamba           | 4’    |
| 24.                  | Oktave               | 2’    |
| 25.                  | Sifflöte             | 1 ⁄3’ |
| 26.                  | Septime              | 4⁄7’  |
| 27.                  | Klingende Zimbel IVf | 1⁄2’  |
| 28.                  | Rankett              | 16’   |
| 27.                  | Schlamey             | 8’    |
| 28.                  | Tremulant            |       |

| Pedalwerk C–f1 |                  |         |
| 29.            | Principalbass    | 16’     |
| 30.            | Subbass          | 16’     |
| 31.            | Oktavbass        | 8’      |
| 32.            | Spitzgedeckt     | 8’      |
| 33.            | Choralbass       | 4’      |
| 34.            | Zink IIf         | 2’ + 1’ |
| 35.            | Rauschpfeife IVf | 2 ⁄3’   |
| 36.            | Fagott           | 16’     |
| 37.            | Trompete         | 8’      |

- Koppeln und Spielhilfen: I/II, III/II, III/I, I/P, II/P, III/P, Setzeranlage

## Pfarrhaus

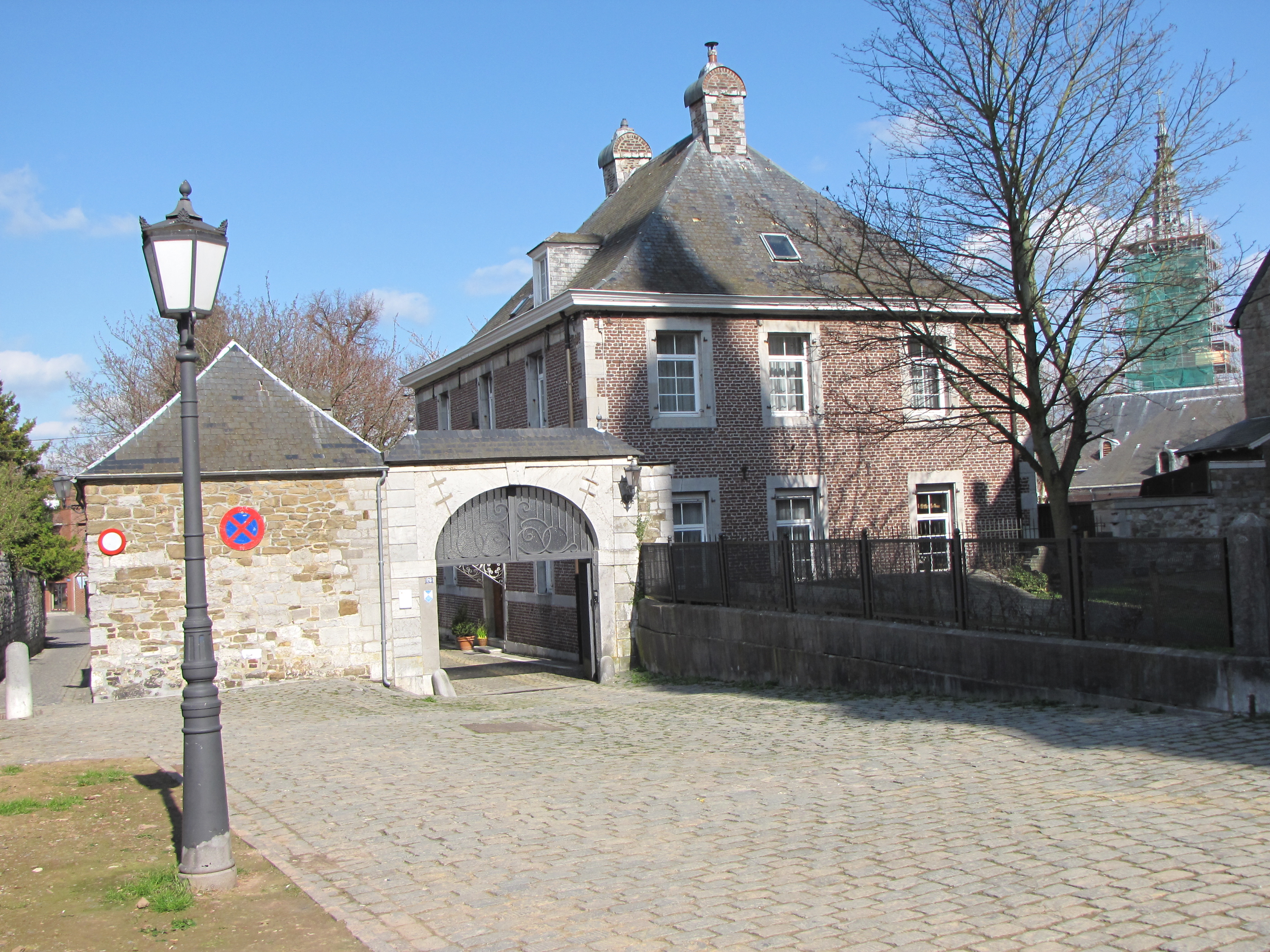
Pfarrhaus

Noch vor dem Bau der neuen Kirche wurde auf Initiative von Pfarrer Caspar Henreco im Jahr 1707 das neue Pfarrhaus erbaut. Das zweigeschossige und auf allen Seiten dreiachsige Gebäude ist mit nahezu quadratischem Grundriss in Ziegelsteinbauweise auf einem einfachen Sockel errichtet worden, der zur Eingangsseite aus Blausteinen besteht. Das Haus ist abgedeckt mit einem Walmdach mit kräftigen Aufschieblingen, die in eine mehrfach gestufte Traufleiste münden. Das Dach ist von zwei kurzen Kaminen mit Eckquadern in Zahnschnittfolge und vorderseitig von einer kleinen Dachgaube durchbrochen.
Die Hausecken sind mit Eckquadern aus Blausteinen in Zahnschnittfolge betont. Ebenfalls aus Blaustein sind die schlichten Gewände der Rechteckfenster und der Eingangstür, die mit einer schmucken hölzernen Doppelflügeltür versehen ist. Die Sohlbänke und Stürze der Fenster sind an der Vorderfassade gesimsartig durchgezogen, in der auch das Ankereisen mit der Jahreszahl 1707 angebracht ist.
Im Inneren verfügt das Pfarrhaus über jeweils einen Raum in seinen Eckbereichen, in denen ein gepflegtes Innendekor vorherrscht und die Porträts der Pfarrer von St. Nikolaus aufgehängt sind.
Gegenüber dem Pfarrhaus befindet sich ein kleineres eingeschossiges rechteckiges Wirtschaftsgebäude mit aufgesetztem Walmdach. Beide Gebäude sind am Ende des Grundstücks mit einer Mauer und im Eingangsbereich durch ein markantes Eingangsportal miteinander verbunden, sodass sich ein schmaler rechteckiger Innenhof ergibt. Das hohe Eingangsportal ist ganz aus Blausteinen gefasst und mit einem kurzen Walmdach abgedeckt. Der rundbogige Durchgang ist mit einer schmiedeeisernen doppelflügeligen Gittertür und einem reich verzierten schmiedeeisernem Oberlicht ausgestattet.

## Alter Friedhof

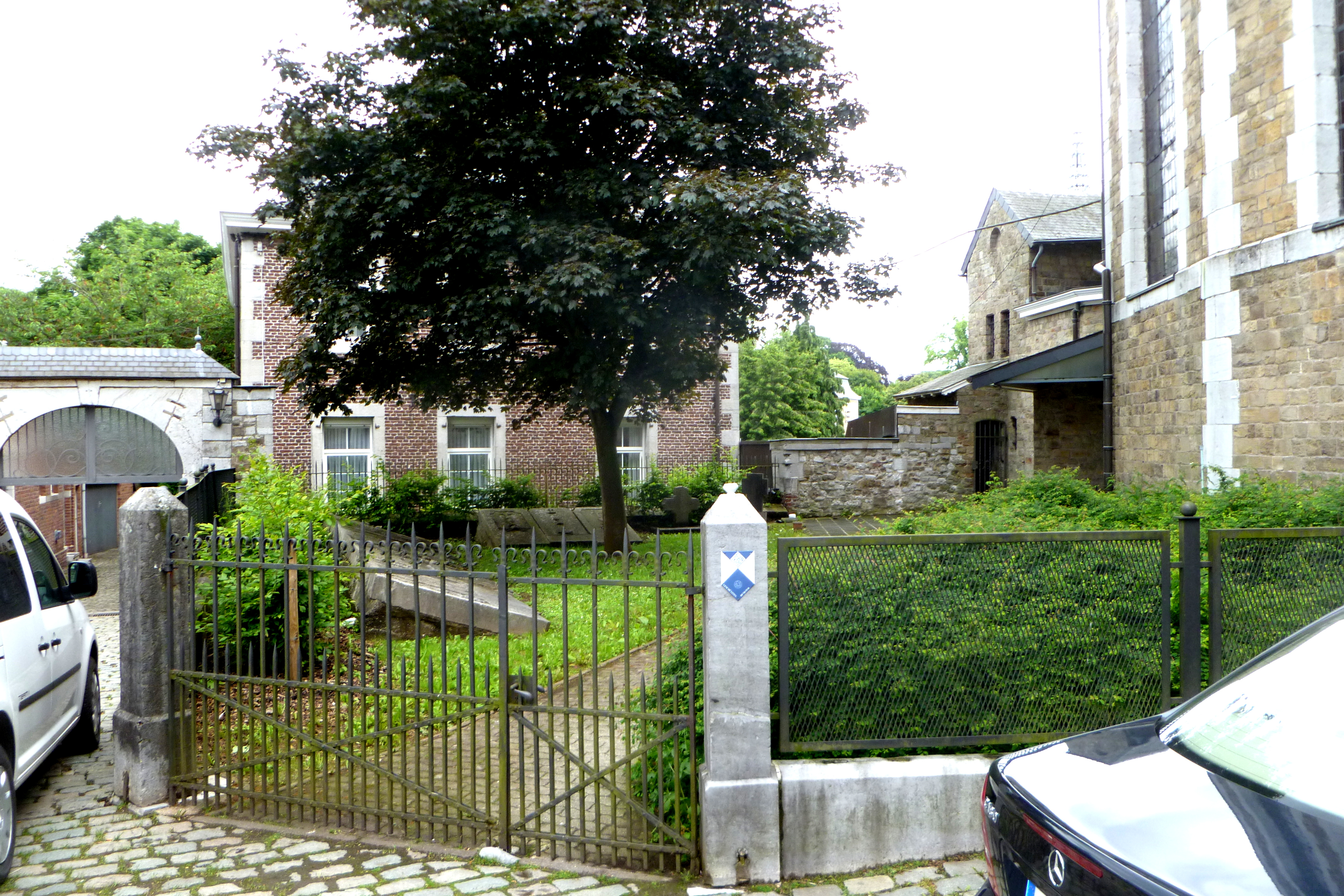
Alter Friedhof

Zwischen der Pfarrkirche und dem Pfarrhaus wurde 1861 von Pfarrer Jakob Tilmann Philipp Richartz ein Pfarrfriedhof angelegt, der über einen kleinen Weg zugängig ist und durch ein schmiedeeisernes Doppelflügeltor an Blausteinpfosten betreten werden kann. Dorthin ließ Richartz 14 Grabplatten und Grabkreuze vom städtischen Friedhof Eupen umbetten, da dessen Kapazitäten zum damaligen Zeitpunkt ausgeschöpft waren.  Einige wenige alte Kreuze wurden in der Grundstücksmauer mit eingebaut. Bereits ab 1892 wurde die Belegung des kleinen Pfarrfriedhofs wieder eingestellt. Ein Großteil der alten Grabplatten hat sich bis zum heutigen Tage weitestgehend erhalten, jedoch sind die Inschriften kaum noch erkennbar.
Zusammen mit der Kirche und dem Pfarrhaus wurde daraufhin der alte Friedhof im Jahr 1939 unter Denkmalschutz gestellt.

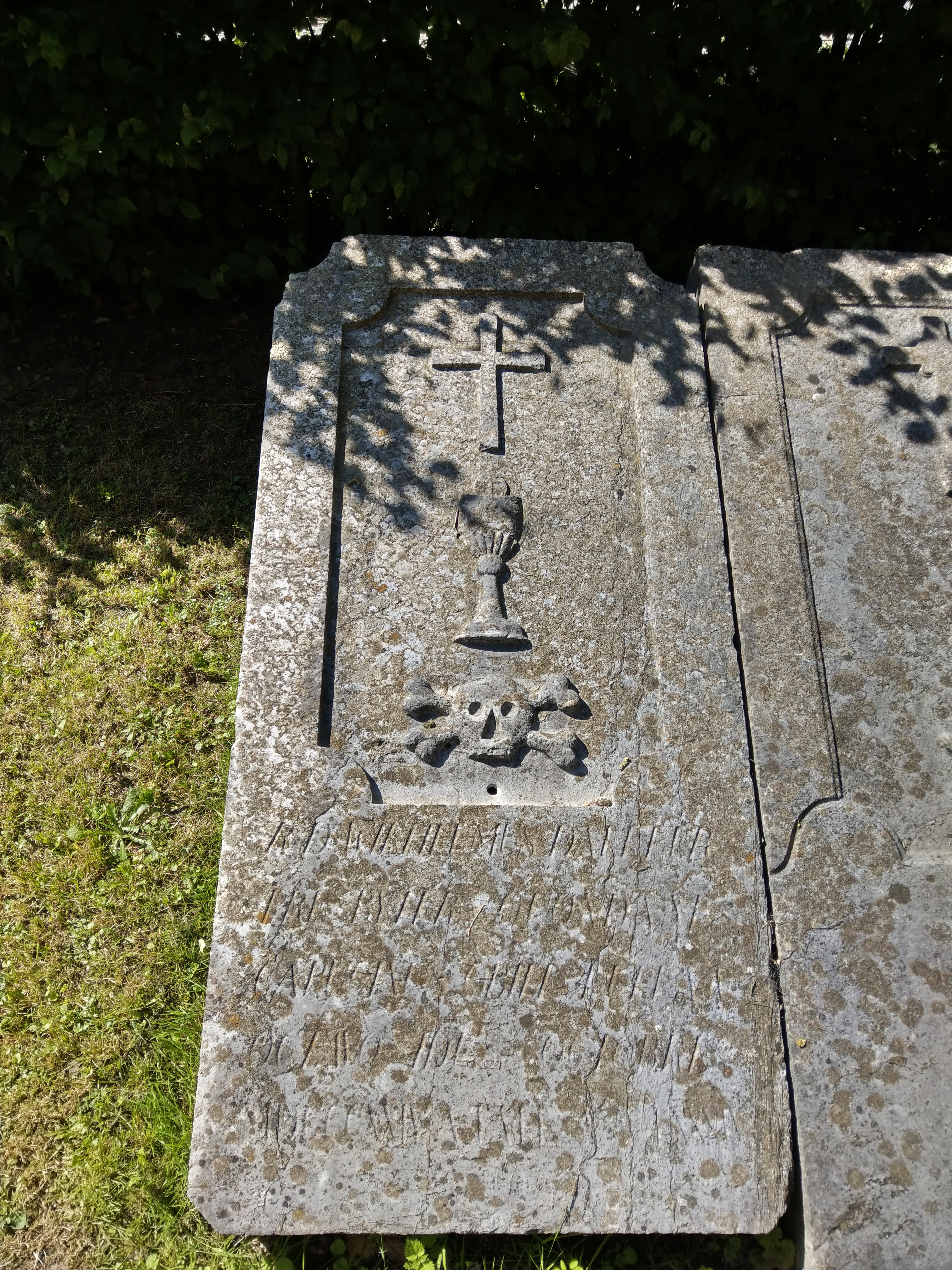
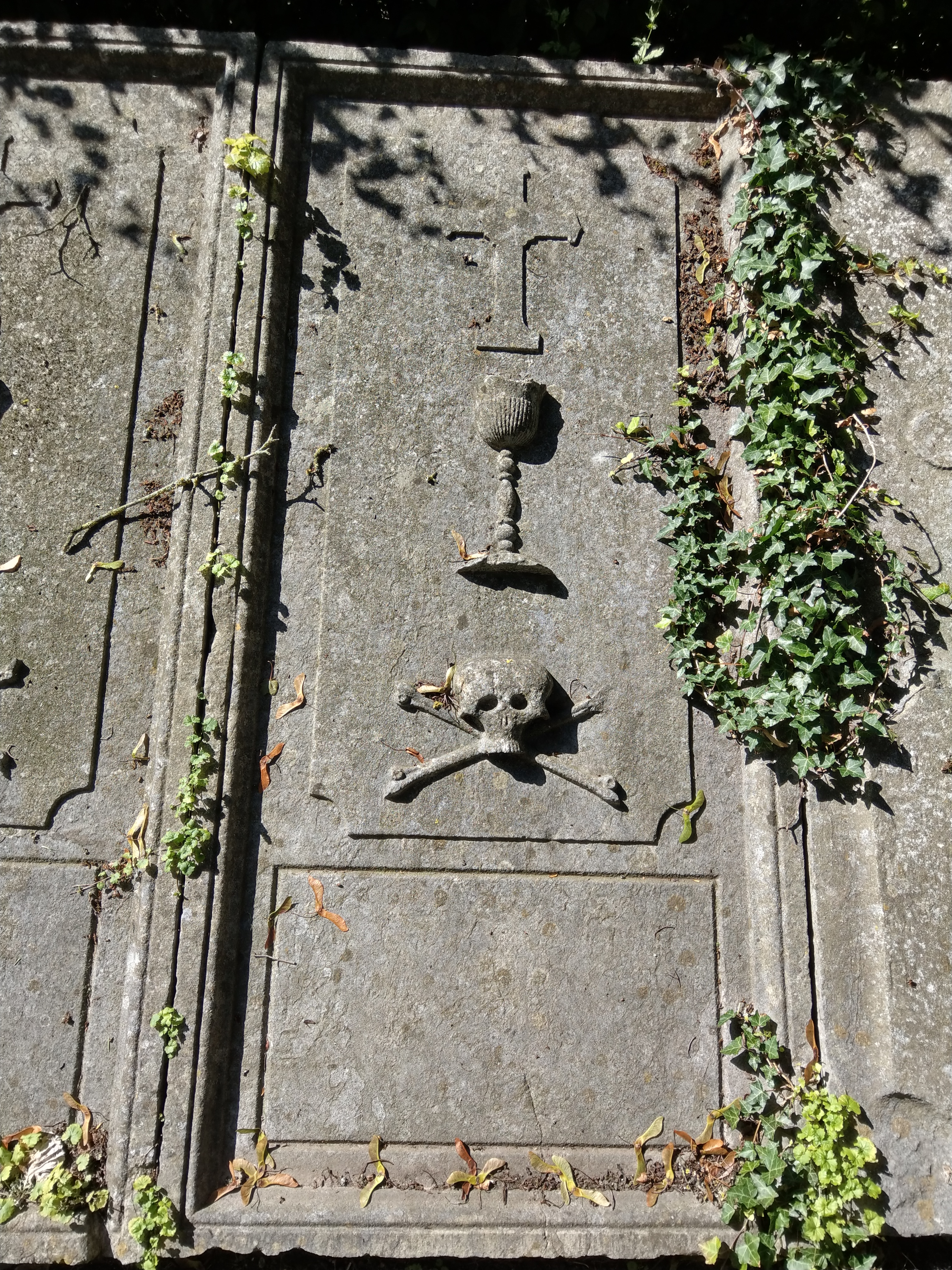
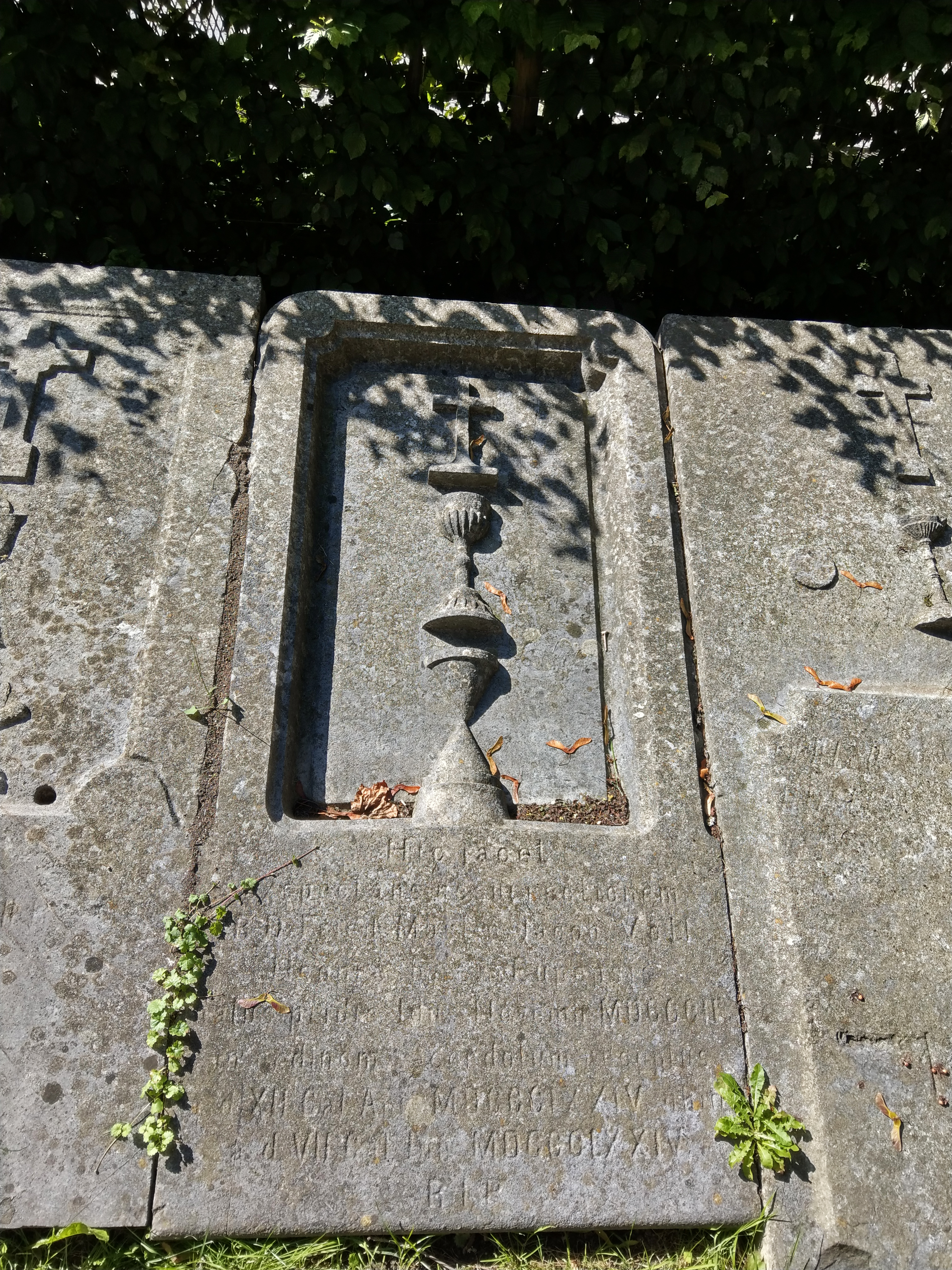
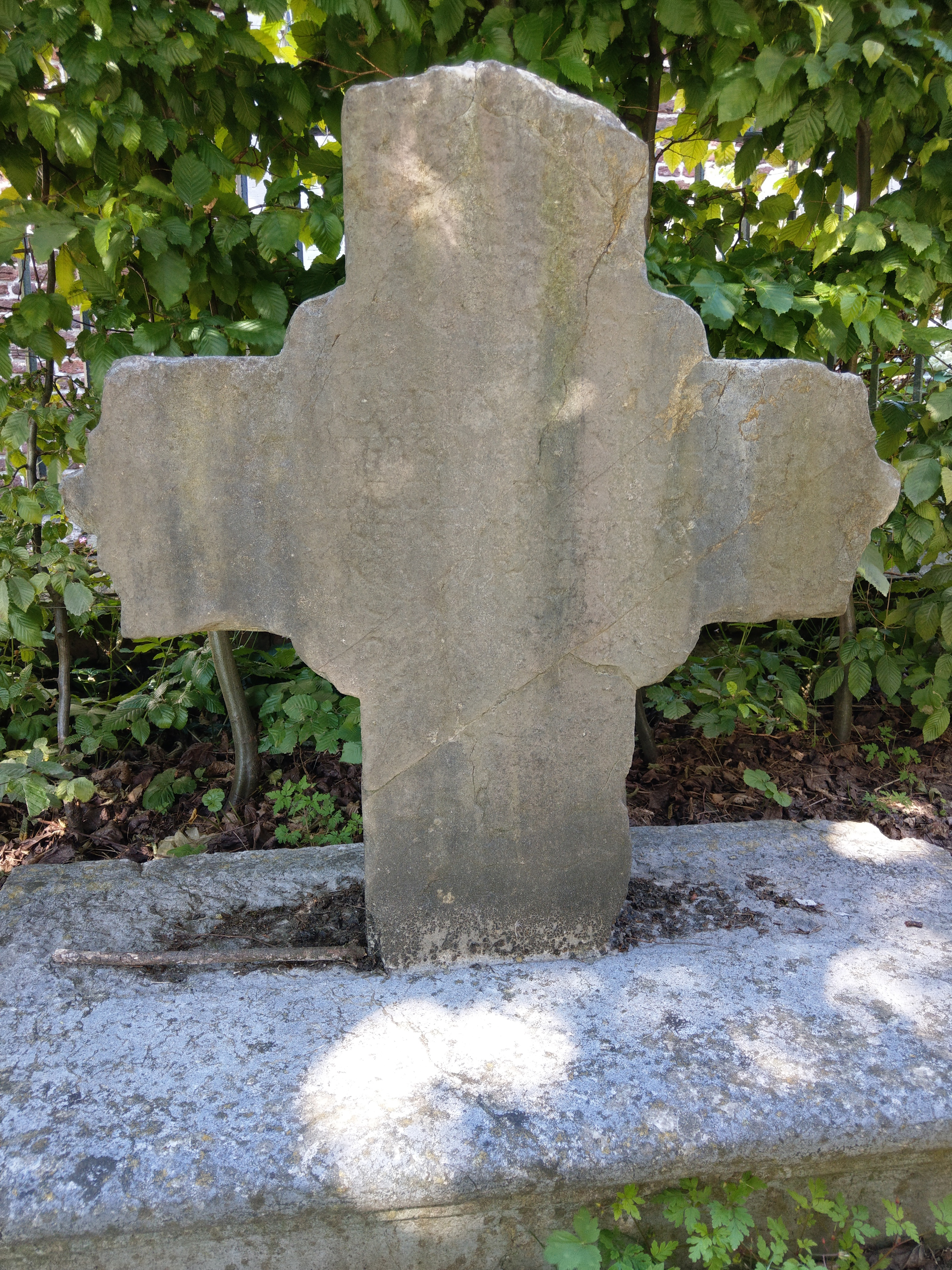